# Virginia Woolf

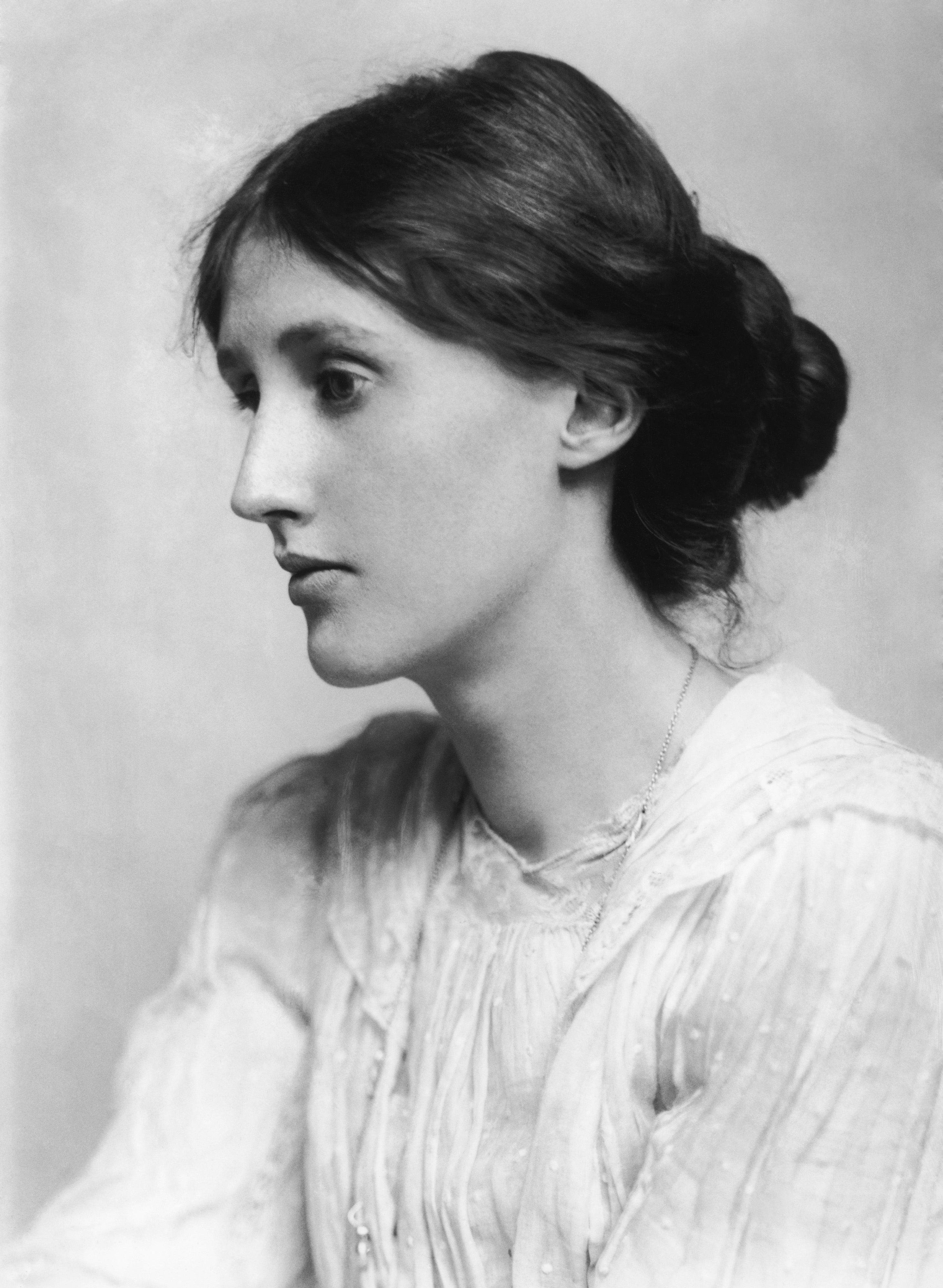
Virginia Woolf, Fotografie von George Charles Beresford, 1902

Virginia Woolf [vəˈdʒɪnjə wʊlf] (* 25. Januar 1882 in London; † 28. März 1941 bei Rodmell nahe Lewes, Sussex; gebürtig Adeline Virginia Stephen) war eine britische Schriftstellerin und Verlegerin.
Sie entstammte einer wohlhabenden Intellektuellen-Familie, die zahlreiche Kontakte zu Literaten hatte. Als Jugendliche erlebte sie die viktorianischen Beschränkungen für Mädchen und Frauen. Sie war früh als Literaturkritikerin und Essayistin tätig; ihre Karriere als Romanautorin begann im Jahr 1915 mit dem Roman The Voyage Out (Die Fahrt hinaus). Ende der 1920er Jahre war sie eine erfolgreiche und international bekannte Schriftstellerin. Woolf wurde in den 1970er Jahren wiederentdeckt, als ihr Essay A Room of One’s Own (Ein Zimmer für sich allein) aus dem Jahr 1929 zu einem der meistzitierten Texte der neuen Frauenbewegung wurde. Mit ihrem avantgardistischen Werk zählt sie neben Gertrude Stein zu den bedeutendsten Autorinnen der klassischen Moderne.

## Leben

### Kindheit und Jugend

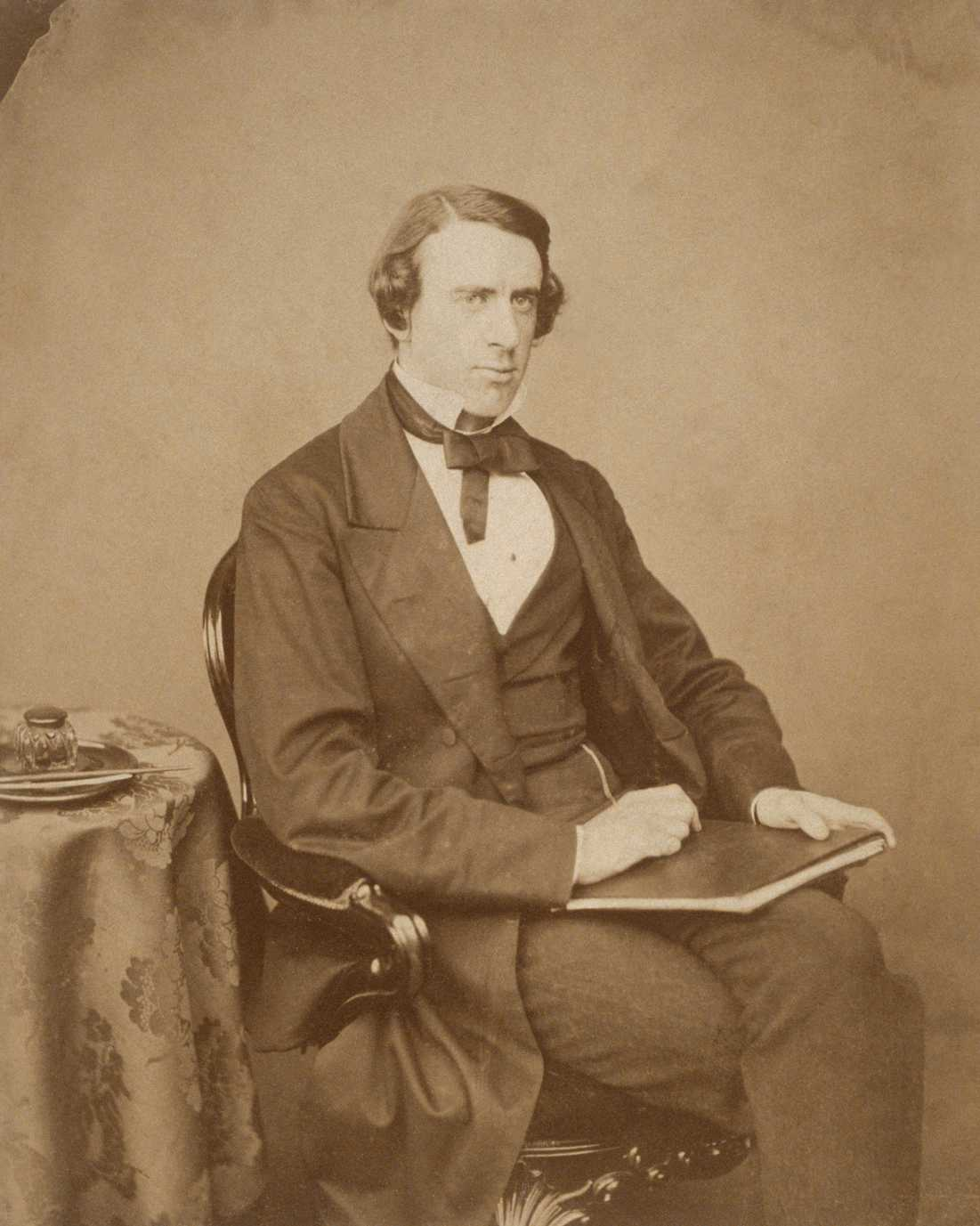
Leslie Stephen, um 1860. Fotograf unbekannt

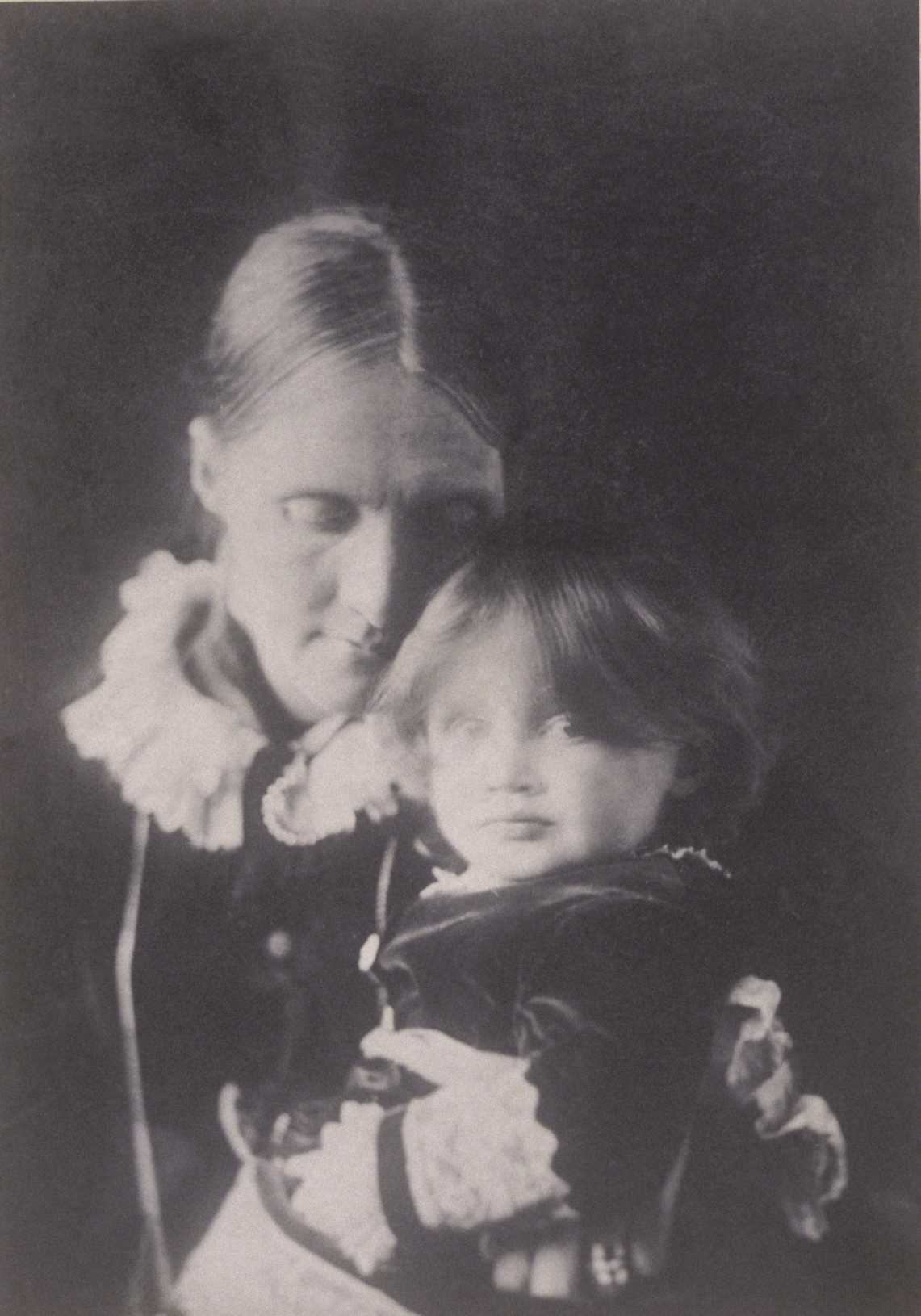
Julia Stephen mit Virginia, 1884. Fotografie von Henry H. H. Cameron

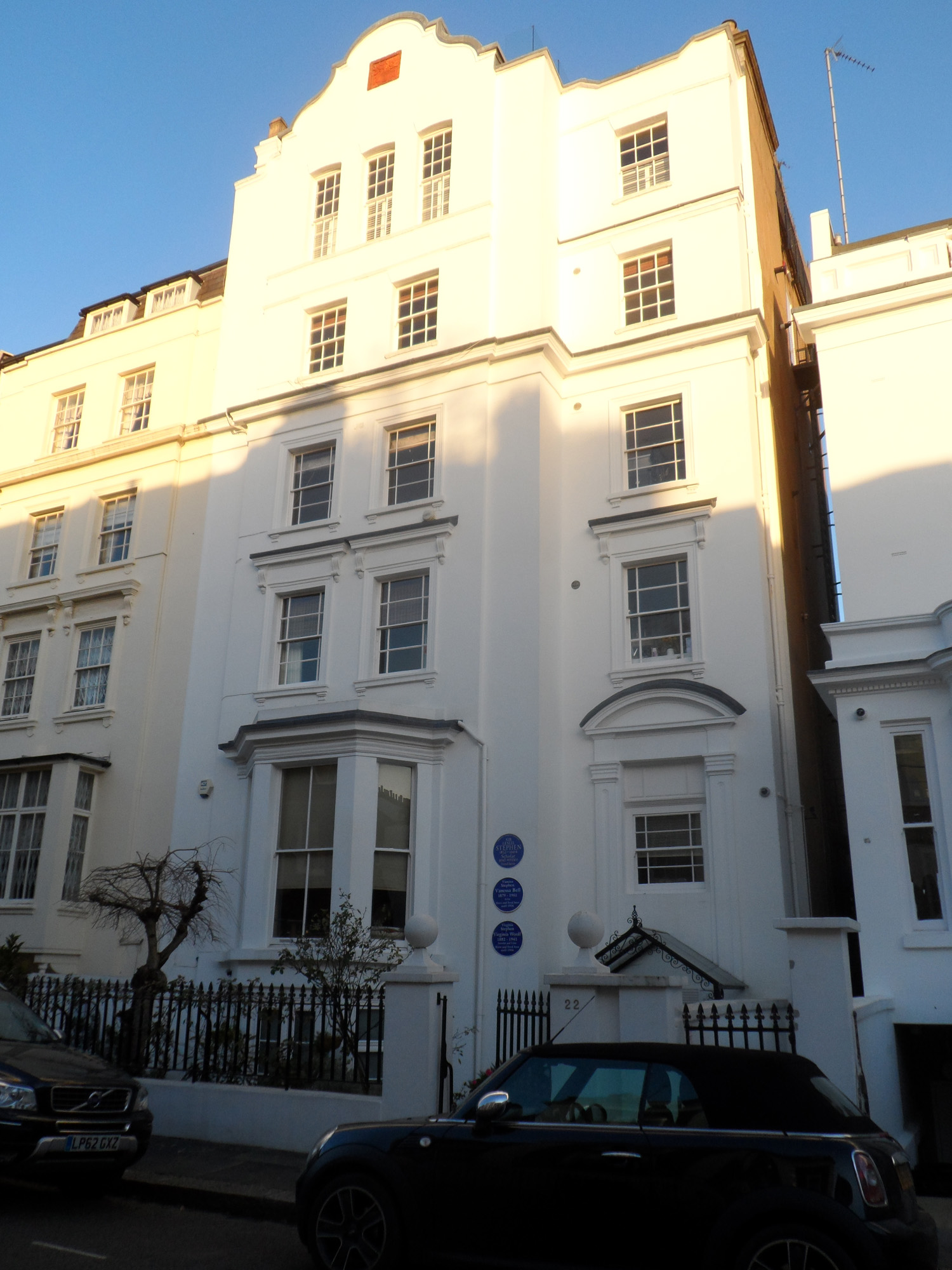
22 Hyde Park Gate, 2015

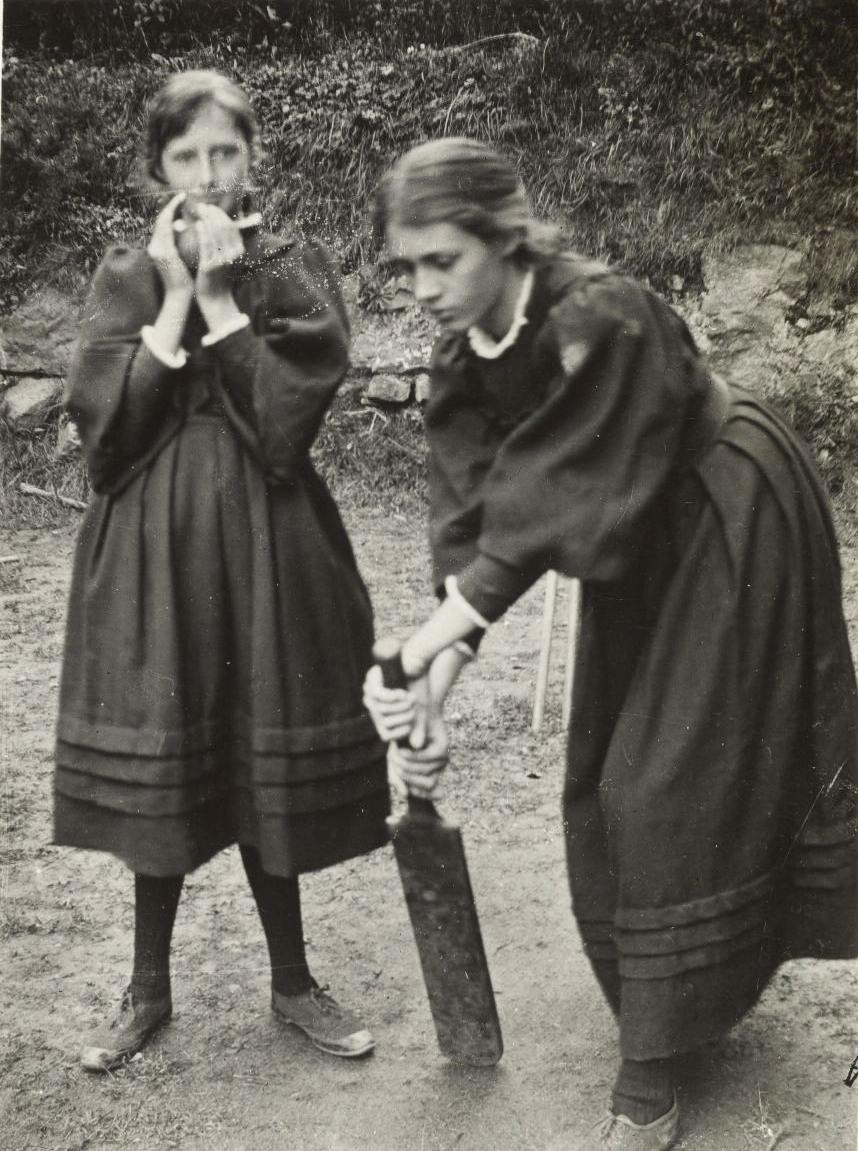
Virginia Stephen (links) und ihre Schwester Vanessa. Fotografie vor 1900

Virginia Woolf war die Tochter des Schriftstellers, Historikers, Essayisten, Biographen und Bergsteigers Leslie Stephen (1832–1904) und seiner zweiten Ehefrau Julia Stephen (1846–1895). Sie hatte drei Geschwister: Vanessa Stephen (1879–1961), Thoby Stephen (1880–1906) und Adrian Stephen (1883–1948). Hinzu kamen die Halbschwester Laura Makepeace Stephen (1870–1945) aus der ersten Ehe ihres Vaters mit Harriet Marion Thackeray (1840–1875) sowie die Halbgeschwister George Herbert Duckworth (1868–1934), Stella Duckworth (1869–1897) und Gerald Duckworth (1870–1937) aus der ersten Ehe ihrer Mutter mit Herbert Duckworth (1833–1870). Der Familienwohnsitz lag im Londoner Stadtteil Kensington, 22 Hyde Park Gate. Die intellektuelle und künstlerische Elite der Zeit, wie beispielsweise Alfred Tennyson, Thomas Hardy, Henry James und Edward Burne-Jones, besuchte Leslie Stephens Salon.
Psychoanalytiker und Biographen beschreiben, dass ihre Halbgeschwister Gerald und George Duckworth Virginia missbraucht oder zumindest öfter unsittlich berührt hätten und damit einen der Auslöser ihrer manisch-depressiven Erkrankung gesetzt haben könnten, die heute als Bipolare Störung bezeichnet wird. Virginia selbst hat entsprechende Erlebnisse in ihrem autobiographischen Text A Sketch of the Past (Skizzierte Erinnerungen) der rigiden viktorianischen Zeit gemäß nur angedeutet. Hermione Lee schreibt in ihrer Biographie über Virginia Woolf: „Das Beweismaterial ist stark genug, aber auch vieldeutig genug, um widersprüchlichen psychobiographischen Deutungen den Weg zu ebnen, die ganz unterschiedliche Darstellungen von Virginia Woolfs Innenleben zeichnen.“ Andere, eher unter einem psychiatrischen Blickwinkel arbeitende Wissenschaftler, weisen auf die genetische Prädisposition ihrer Familie hin. So war von Virginias Vater bekannt, dass er vor allem nach dem Tod seiner Ehefrau unter Anfällen von Selbstzweifeln und Überlastungssymptomen litt, die sich in hartnäckigen Kopfschmerzen, Schlaflosigkeit, Reizbarkeit und Angstzuständen äußerten; über ähnliche Beschwerden klagte später auch die Tochter.
Virginia Stephen besuchte keine Schule, sondern erhielt von Hauslehrern und ihrem Vater Privatunterricht. Sie war beeindruckt von der schriftstellerischen Arbeit ihres Vaters und seiner Tätigkeit als Herausgeber des monumentalen Werks Dictionary of National Biography sowie von seiner umfangreichen Privatbibliothek; daher äußerte sie schon früh den Wunsch, Schriftstellerin zu werden. Als am 5. Mai 1895 ihre Mutter starb, erlitt die dreizehnjährige Virginia ihren ersten psychischen Zusammenbruch. Ihre Halbschwester Stella, die nach dem Tod von Julia Stephen zunächst den Haushalt führte, heiratete zwei Jahre später Jack Hills und verließ das Elternhaus. Stella starb wenig später auf ihrer Hochzeitsreise an einer Bauchfellentzündung.

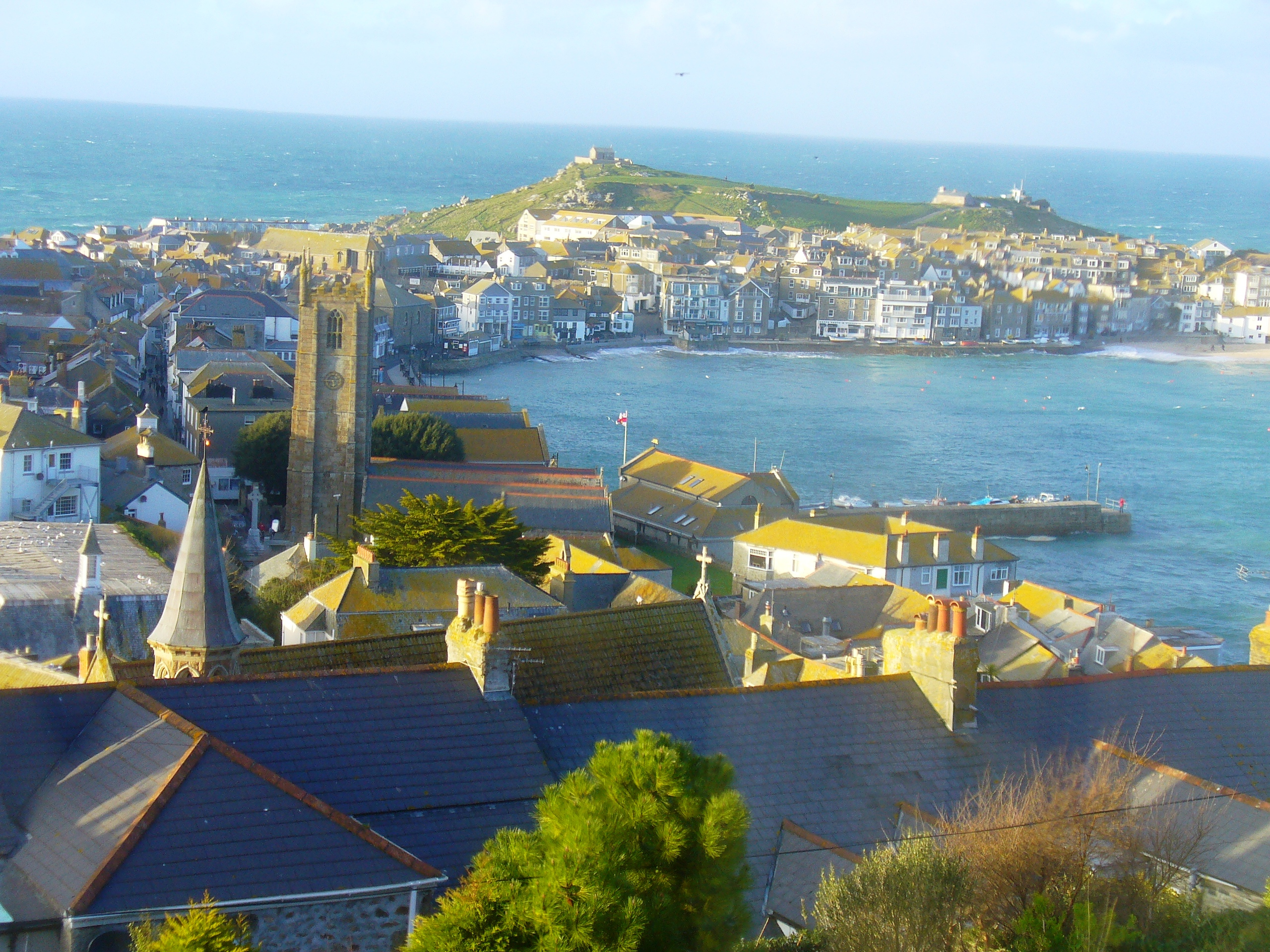
St Ives, Blick auf die Hafenbucht

Von 1882 bis 1894 verbrachte die Familie die Sommerferien im Talland House, ihrem Sommerhaus mit Blick auf Porthminster Beach und den Leuchtturm von Godrevy Point. Es lag in dem kleinen Küstenort St Ives in Cornwall, der 1928 zur Künstlerkolonie wurde. Virginia beschreibt die Lage in Skizzierte Erinnerungen:

„Unser Haus lag […] auf dem Hügel. […] Es hatte eine ideale Aussicht […] über die ganze Bucht hin, bis zum Godrevyer Leuchtturm hinüber. Am Hang des Hügels gab es kleine Rasenflächen, die von dichten blühenden Büschen eingerahmt waren […]. Man betrat Talland House durch ein großes hölzernes Tor – […] und kam dann rechter Hand zum „Lugaus.“ […] Vom Lugausplatz hatte man damals einen ganz freien Ausblick über die Bucht.“

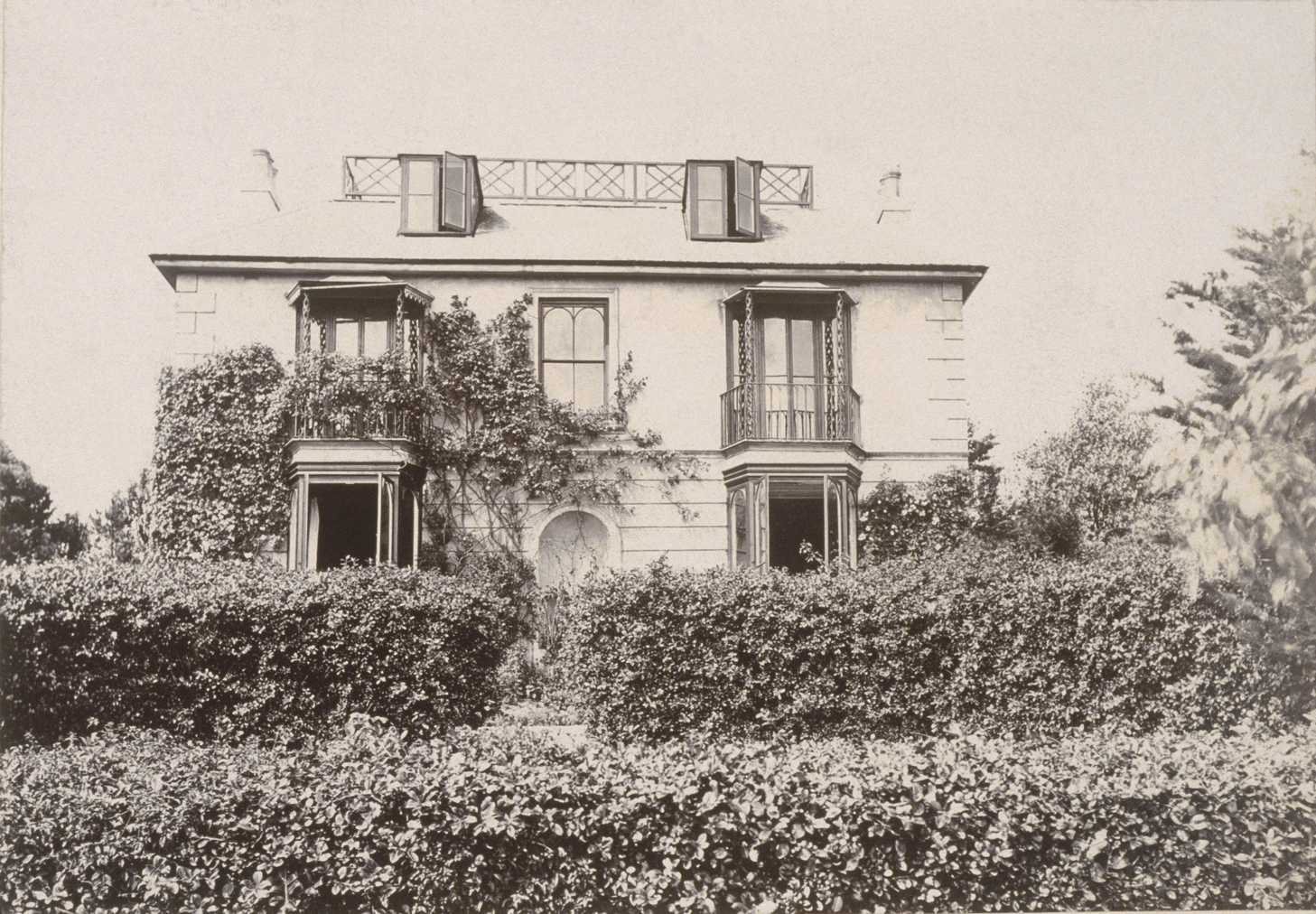
Zeitgenössische Fotografie von Talland House

Im Jahr 1895 wurde das Haus an den schottischen Maler Thomas Millie Dow verkauft. Virginia kehrte oft nach St Ives zurück. Später beschrieb sie den Ort und den nah gelegenen Leuchtturm von Godrevy Point in Jacob’s Room (Jacobs Zimmer) und in To the Lighthouse (Zum Leuchtturm). London und St Ives werden oft die Schauplätze ihrer Werke bilden.

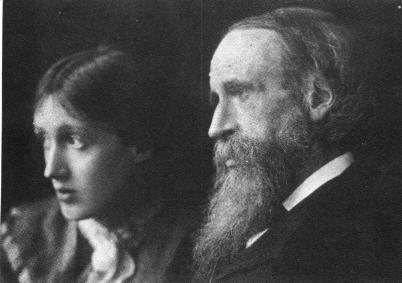
Virginia Stephen mit ihrem Vater, 1902

Am 26. Juni 1902 wurde Virginias Vater zum Knight Commander of the Bath ernannt. Während dieser Zeit schrieb Virginia an verschiedenen Essays und bereitete sie zur Veröffentlichung vor. Im Januar 1904 wurde Virginias erster Artikel für eine Frauenbeilage im Guardian gedruckt. Am 22. Februar 1904 starb der Vater an Krebs. Damit ging für Virginia ein Zeitabschnitt zu Ende, der geprägt war vom kräftezehrenden Umgang mit der schwierigen Persönlichkeit Leslies. Begonnen hatten die Strapazen für Virginia und Vanessa bereits 1897 mit dem Tod von Virginias Halbschwester Stella, die für Leslie gewissermaßen die Rolle der umsorgenden Ehefrau angenommen hatte. Zehn Wochen nach dem Tod des Vaters erlitt Virginia ihre zweite psychische Krankheitsepisode, von der sie sich erst Ende des Jahres erholen konnte.
1899 hatte Virginias älterer Bruder Thoby ein Studium am Trinity College in Cambridge begonnen. Bei einem Abendessen am 17. November 1904 lernte Virginia seinen Freund, ihren späteren Ehemann Leonard Woolf, kennen, der Jura studierte und gerade im Begriff war, in Ceylon eine Stellung im Kolonialdienst anzunehmen.

### Bloomsbury Group

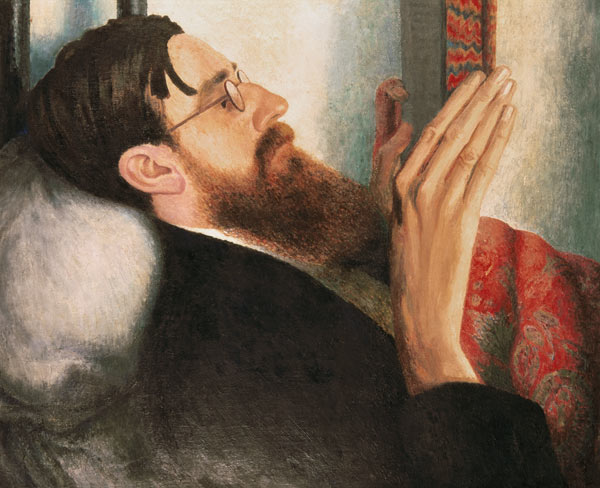
Dora Carrington: Lytton Strachey, 1916

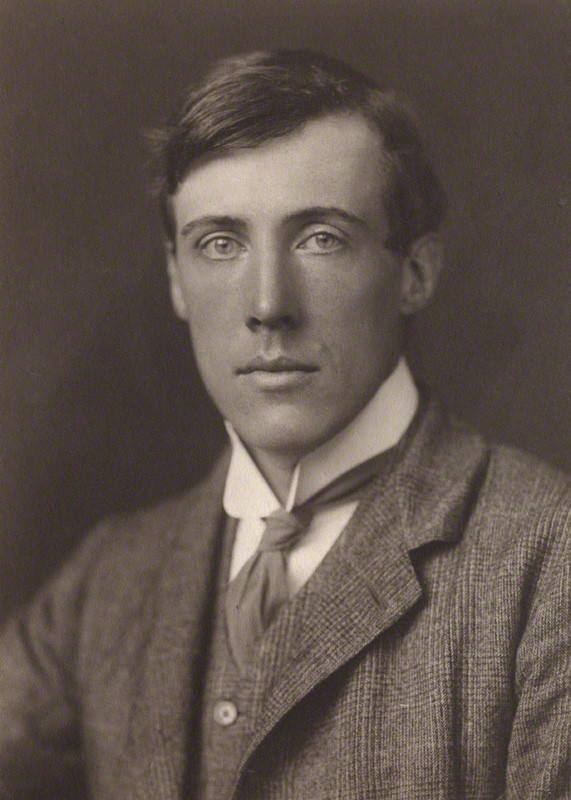
Thoby Stephen, Foto von George Charles Beresford, vor 1906

Die Stephen-Geschwister zogen im Jahr 1905 von Kensington in den Stadtteil Bloomsbury in das Haus am Gordon Square 46. Hier begann Thoby, den Donnerstag als Jour fixe für eine Zusammenkunft mit seinen Freunden zu etablieren. Mit diesem Brauch war der Grundstein der Bloomsbury Group gelegt, der zum Teil aus Mitgliedern der Cambridge Apostles bestand. Zu diesem Zirkel gehörten neben Virginia Literaten wie Saxon Sydney-Turner, David Herbert Lawrence, Lytton Strachey, Leonard Woolf, Maler wie Mark Gertler, Duncan Grant, Roger Fry und Virginias Schwester Vanessa, Kritiker wie Clive Bell und Desmond MacCarthy sowie Wissenschaftler wie John Maynard Keynes und Bertrand Russell.

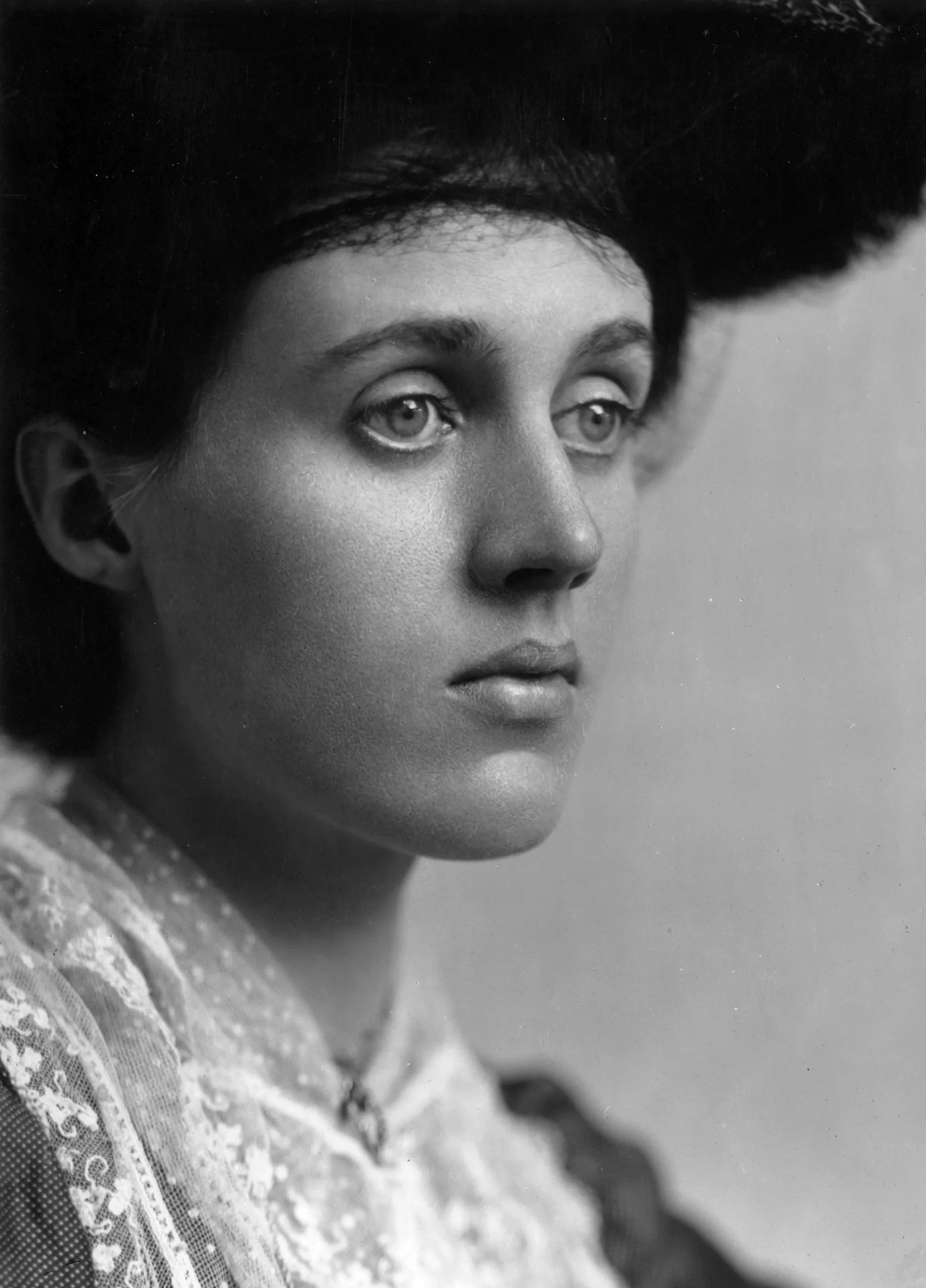
Vanessa Bell, Foto von George Charles Beresford, 1902

Virginia war dankbar, in diesem intellektuellen Kreis – Vanessa und sie waren neben Mary MacCarthy die einzigen Frauen – in Diskussionen mitwirken und sich aus den moralischen Fesseln ihrer Erziehung befreien zu können. Im selben Jahr begann Virginia für verschiedene Zeitungen und Zeitschriften zu schreiben; ihre Mitarbeit am Times Literary Supplement dauerte bis an ihr Lebensende. Ab Ende des Jahres bis 1907 unterrichtete sie englische Literatur und Geschichte am Morley College, einer Bildungsstätte für berufstätige Erwachsene.

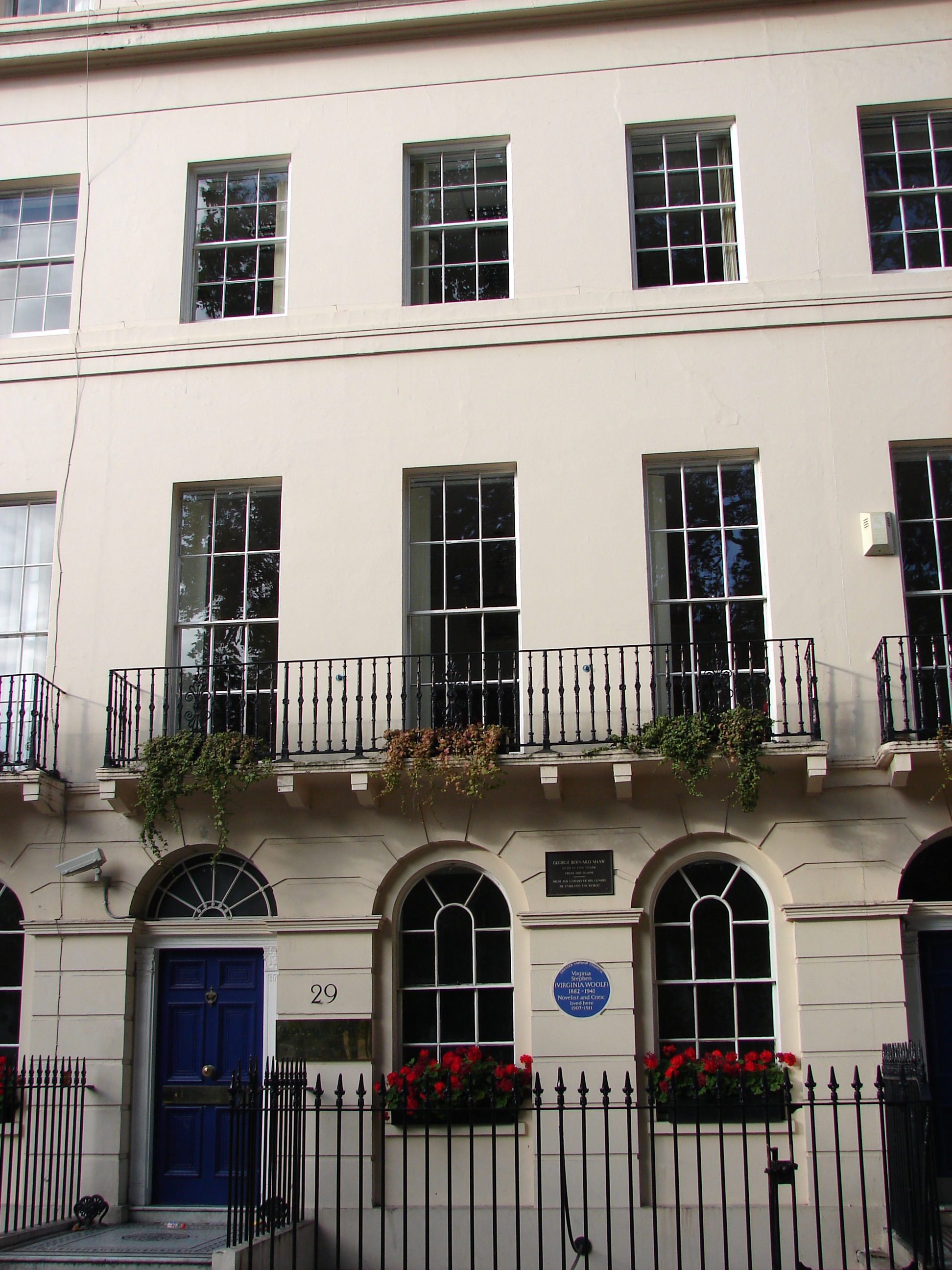
29 Fitzroy Square, das Wohnhaus von Virginia und Adrian Stephen (1907 bis 1911)

Am 20. November 1906 erkrankte Thoby Stephen, der ältere Bruder Virginias, während einer Reise durch Griechenland an Typhus und starb bald nach der Rückkehr im Alter von 26 Jahren – ein Verlust, an dem Virginia schwer zu tragen hatte. Kurz darauf verlobte sich Vanessa mit Clive Bell; sie heirateten am 7. Februar 1907 und blieben im Haus am Gordon Square, während Virginia und Adrian Stephen in das Haus am Fitzroy Square 29 umzogen, das ebenfalls im Stadtteil Bloomsbury gelegen war.
Der Jour fixe der „Bloomsberries“ hatte dadurch zwei Stützpunkte; Vanessa Bells Salon war anfangs der progressivere. Der Umgangston wurde lockerer, die Teilnehmer sprachen sich mit Vornamen an, die Gespräche hatten nicht nur intellektuellen Charakter, sondern waren von menschlicher Wärme getragen. Das englische Spießertum war der Gegner, den sie gemeinsam bekämpfen wollten, in der Literatur, der Kunst und in der Sexualität.

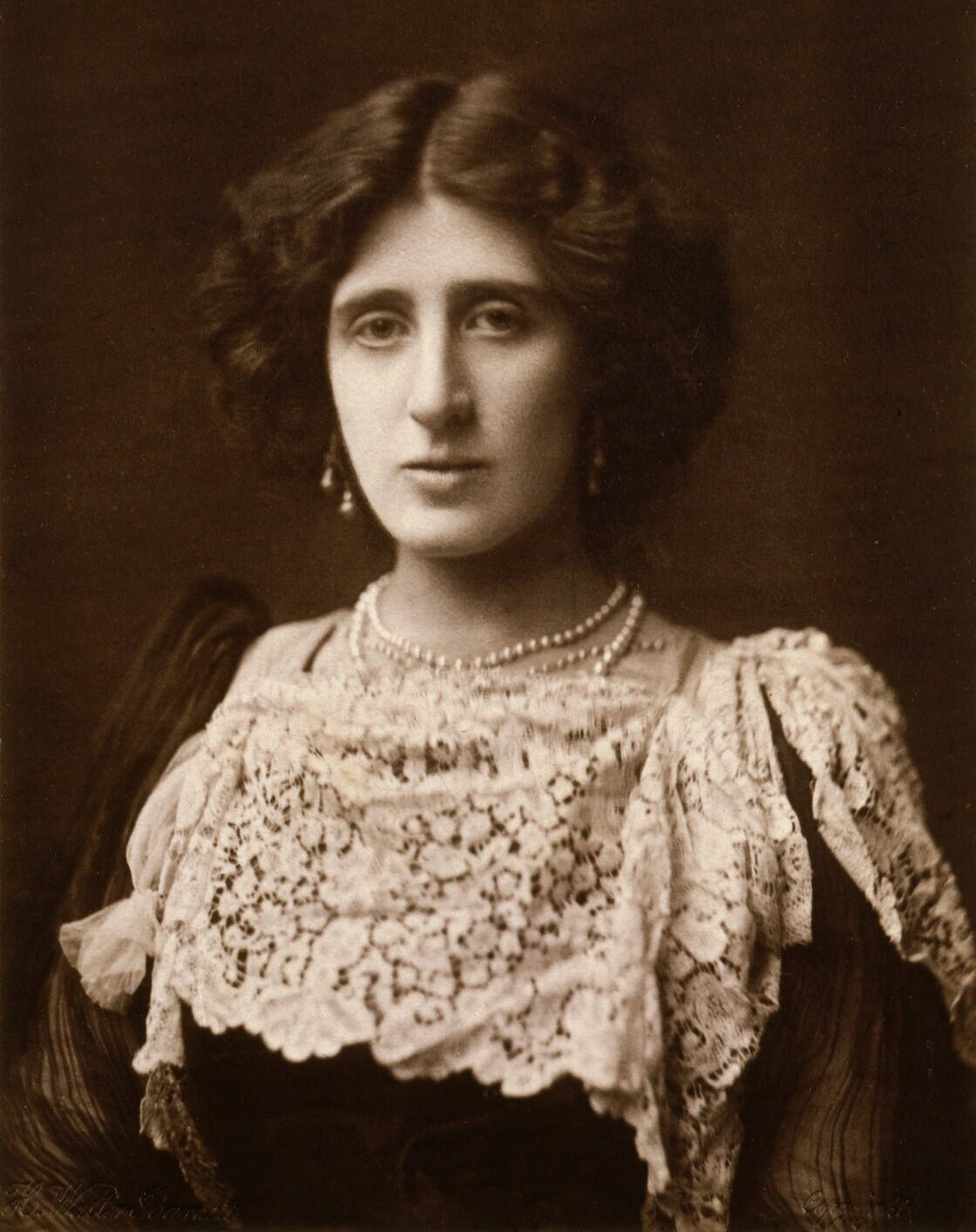
Lady Ottoline Morrell, 1902

Im darauf folgenden Jahr unternahm Virginia eine Reise nach Siena und Perugia und kehrte nach einem Aufenthalt in Paris wieder nach Großbritannien zurück. Im Februar 1909 machte Lytton Strachey ihr trotz seiner Homosexualität einen Heiratsantrag, den Virginia annahm. Strachey überlegte es sich jedoch anders und beide einigten sich darauf, den Antrag zu vergessen.
Im Sommer 1909 machte Virginia die Bekanntschaft von Lady Ottoline Morrell, einer Aristokratin und Kunstmäzenin. Diese schloss sich dem Bloomsbury-Kreis an und faszinierte durch ihre extravagante Erscheinung. Ihr exotischer Lebensstil beeinflusste die Gruppe, sodass die Mitglieder gerne der Einladung folgten, donnerstags um zehn Uhr in ihr Haus am Bedford Square zu kommen, wo sich Besucher wie D. H. Lawrence und Winston Churchill im Salon einfanden. 1915 wurde auch ihr Haus Garsington Manor bei Oxford zum Treffpunkt der „Bloomsberries“. Virginia setzte Ottoline Morrell in ihrem Roman Mrs Dalloway, den sie als „Garsington novel“ bezeichnete, ein literarisches Denkmal.
Ebenfalls im Jahr 1909 reiste sie von London nach Bayreuth zu den im August stattfindenden Festspielen.  Im selben Jahr erbte Virginia Stephen 2500 Pfund (heute ca. 352.000 Pfund) von ihrer Tante Caroline Emelia Stephen (1834–1909); die Erbschaft erleichterte ihr die Fortsetzung ihrer Schriftstellerkarriere.

### DerDreadnought-Streich

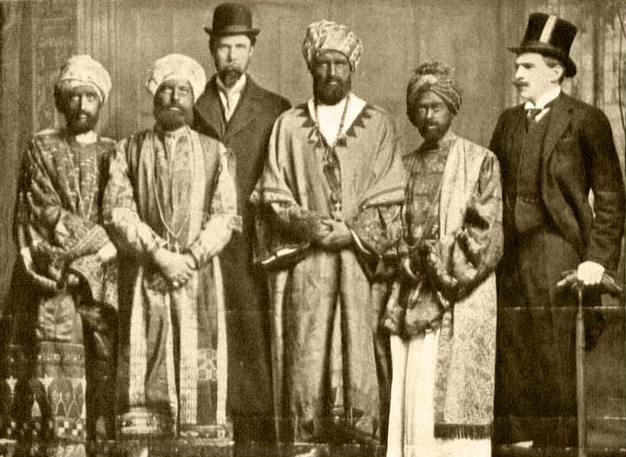
Das Foto aus dem Daily Mirror: Die „Delegation“ mit Virginia Woolf ganz links, ihr Bruder Adrian als Dolmetscher dritter von links

Am 10. Februar 1910 veranstaltete Virginia zusammen mit Duncan Grant, ihrem Bruder Adrian Stephen und drei weiteren „Bloomsberries“ den Dreadnought-Streich, der zu einer offiziellen Anfrage im Oberhaus führte. Die Truppe reiste nach der Anmeldung mit einem gefälschten Telegramm an den Oberbefehlshaber der Home Fleet, der das Kriegsschiff Dreadnought als Flaggschiff nutzte, in einem abenteuerlichen Aufzug nach Weymouth. Virginia, Duncan und zwei ihrer Freunde trugen orientalische Phantasiekleidung, angeklebte Bärte und waren bis zur Unkenntlichkeit schwarz geschminkt. Sie besichtigten die Dreadnought, die zu dieser Zeit als modernstes Kriegsschiff der Welt galt und in der britischen Öffentlichkeit hohes Prestige genoss, als Delegation aus vier fürstlichen Diplomaten aus Abessinien, einem Mitglied des British Foreign Office und einem Dolmetscher. Der Spaß gelang: Eine Gruppe von Offizieren führte die Delegation durch das höchst geheime Schiff, die Flaggen wurden gehisst, und die Kapelle spielte zu ihren Ehren. Allerdings spielte sie die Nationalhymne von Sansibar, da die abessinische nicht aufzutreiben war. Die fürstliche Gruppe unterhielt sich mit einigen Brocken Swahili, und der Dolmetscher sprach ein Kauderwelsch einiger Zeilen von Vergil. Zu ihrem Glück war das einzige Besatzungsmitglied, dessen Muttersprache Swahili war, an diesem Tag nicht an Bord.
Ein Foto des Empfangs schickte der zur Gruppe gehörende Horace Cole dem Daily Mirror zu, der es veröffentlichte. Außerdem ging er persönlich zum Foreign Office, um den Streich zu melden. Die „Bloomsberries“ wollten mit ihrem Coup die Bürokratie und das „Empire“ verspotten, was ihnen in Hinblick auf den Namen des Schiffes, „Dreadnought“ (Fürchte nichts), das außerdem Prototyp einer ganzen Reihe neuer Kampfschifftypen gleichen Namens war, auch im wortspielerischen Sinne gelang; insofern war es eine doppelte Blamage für die Militärführung. Die Royal Navy verlangte, dass der Anstifter Horace Cole in Haft genommen werden müsse, jedoch ohne Erfolg, da die Gruppe kein Gesetz gebrochen hatte. Cole bot an, sich sechs Stockschläge versetzen zu lassen unter der Bedingung, zurückschlagen zu dürfen. Duncan Grant wurde von drei Männern entführt, erhielt auf einem Feld zwei Hiebe und fuhr in Pantoffeln mit der U-Bahn wieder nach Hause.

### Heirat und Romandebüt

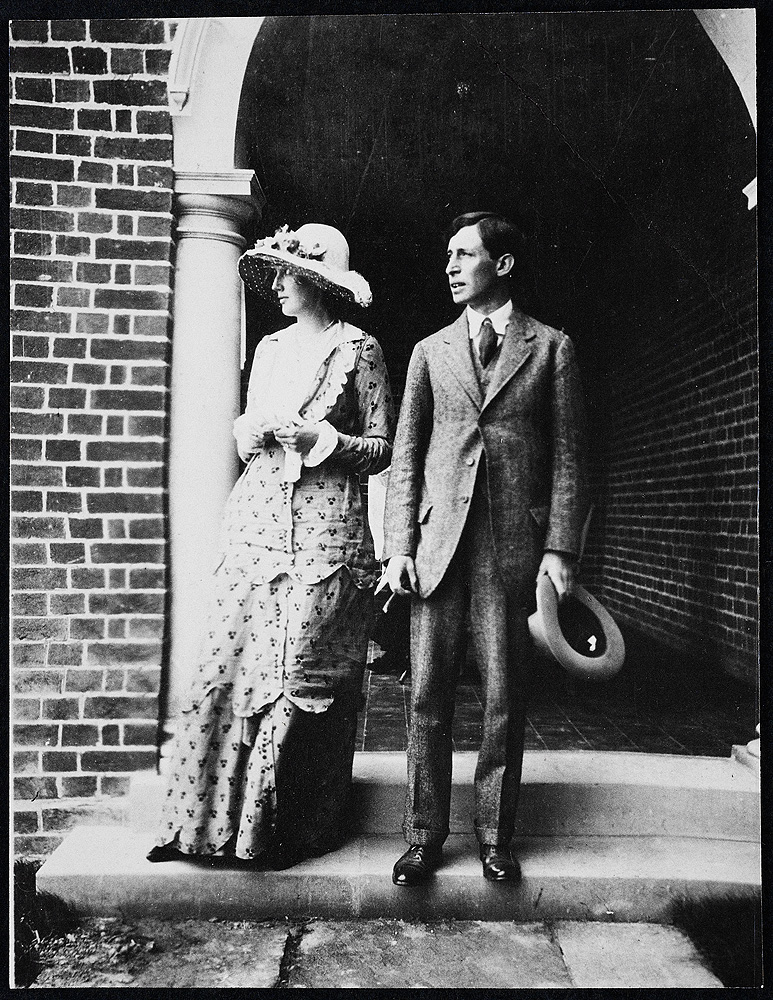
Verlobungsfoto 1912

Im Jahr 1911 mietete Virginia ein Haus in dem Dorf Firle bei Lewes in Sussex und taufte es in Erinnerung an glückliche Kindertage in Cornwall Little Talland House. Es war jedoch nur eine Notlösung, wenig später pachteten Virginia und Vanessa das in der Nähe gelegene Haus Asheham, das Virginia sehr liebte und in dem sie zwischen 1912 und 1919 viel Zeit verbrachte. Aus der Londoner Wohnung am Fitzroy Square, deren Mietvertrag auslief, zogen Virginia und Adrian Stephen in das Haus am Brunswick Square 38. John Maynard Keynes, sein Freund Duncan Grant und Leonard Woolf belegten dort als Untermieter ebenfalls Räume, sehr zum Missfallen der Verwandtschaft: „Eine junge unverheiratete Frau, umgeben von einer Horde junger Männer!“
Im Januar 1912 machte Leonard Woolf auf Anraten Lytton Stracheys Virginia einen Heiratsantrag. Er hatte sich vom Kolonialdienst beurlauben lassen und war im Juni 1911 nach England zurückgekehrt. Sie zögerte und erlitt erneut einen depressiven Krankheitsschub, der die Aufnahme in das Krankenhaus von Twickenham erforderlich machte. Leonard durfte sie nicht besuchen. Vier Monate später willigte sie ein, obgleich, wie sie an Leonard schrieb, er auf sie keine körperliche Anziehungskraft ausübe. Sie liebe ihn nach bestem Vermögen. Seine Liebe zu ihr gab den Ausschlag für ihre Einwilligung. Der Freundin Violet Dickinson schrieb Virginia am 5. Juni 1912: „Ich werde Leonard Woolf heiraten. Er ist Jude und hat keinen Pfennig. Ich bin glücklicher, als je jemand für möglich gehalten hat – […]“, und am Tag darauf schickten sie und Leonard eine gemeinsame Postkarte an Lytton Strachey mit den Worten: „Ha! Ha!“, gefolgt von ihren Unterschriften.

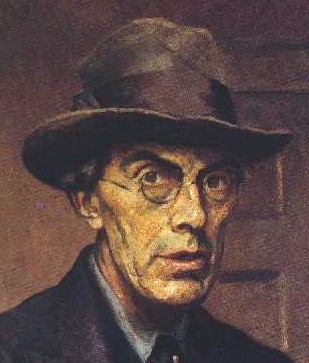
Roger Fry: Selbstporträt, um 1928

Die Trauung fand am 10. August 1912 im Standesamt St Pancras statt. Leonard schied aus dem Kolonialdienst aus und ging verschiedenen Gelegenheitsarbeiten nach; beispielsweise war er Sekretär seines Bloomsbury-Freundes, des Malers Roger Fry, und organisierte für ihn die zweite Post-Impressionisten-Ausstellung in den Grafton Galleries. Anschließend fand er eine Tätigkeit bei der „Charity Organisation Society“ und arbeitete als Rezensent politischer Bücher beim „New Statesman“. 1913 veröffentlichte er seinen ersten Roman, The Village and the Jungle, in dem er seine Erfahrungen im Kolonialdienst verarbeitete.

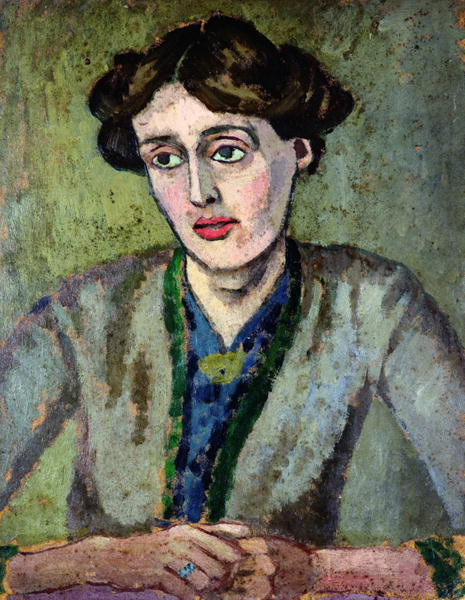
Roger Fry: Porträt Virginia Woolf, um 1917

Ein Arzt riet den jungen Eheleuten von Kindern ab – die Gesundheit Virginias sei zu schwach. Ihre Depressionen wurden stärker, und am 9. September 1913 unternahm Virginia ihren ersten Suizidversuch mit Schlaftabletten. Dennoch bezeichnete sie ihre Ehe als glücklich – in Leonard hatte sie einen verständnisvollen und gebildeten Ehemann gefunden, der ihre zärtlichen Beziehungen zu anderen Frauen mit Gelassenheit sah und ihre Frigidität ihm gegenüber ertragen konnte.
Der Ausbruch des Ersten Weltkriegs im August 1914 brachte außer einer Verknappung der Lebensmittel keine Belastung für das junge Ehepaar, das Leben ging weiter, als wäre nichts geschehen. Virginia fühlte sich in ihren Zweifeln an der Männerwelt bestätigt, da Leonard den Krieg zwar „sinn- und nutzlos“ fand, sich einer Einberufung jedoch nicht widersetzt hätte; aufgrund eines angeborenen Gliederzitterns wurde er nicht zum Militärdienst eingezogen.
1915 zogen Virginia und Leonard ins Hogarth House in Richmond bei London. Im selben Jahr debütierte Virginia mit ihrem Roman The Voyage Out (Die Fahrt hinaus), der bei Duckworth & Co. veröffentlicht wurde, dem Verlag ihres Halbbruders Gerald. The Voyage Out weist deutliche autobiographische Spuren auf.

### Gründung der Hogarth Press

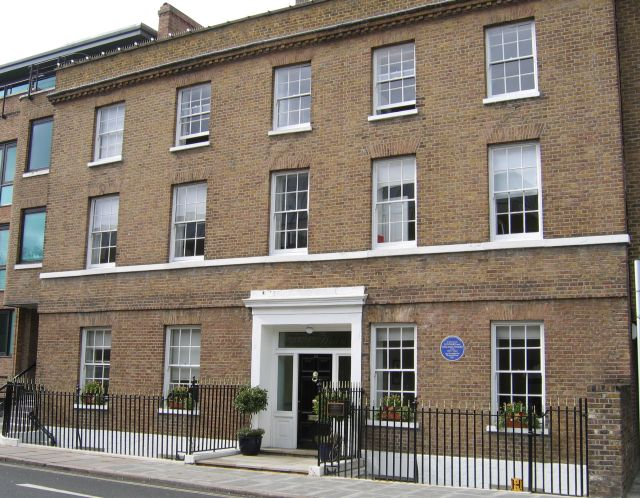
Hogarth House, 34 Paradise Road, Richmond bei London. Wohnhaus und Verlagssitz von 1917 bis 1924

Nach dem Vorbild der 1913 von Roger Fry gegründeten Künstlerwerkstatt Omega Workshops gründeten die Eheleute Woolf 1917 den Verlag The Hogarth Press. Sie spezialisierten sich auf moderne Literatur aus Großbritannien, den USA und Russland. Im Juli 1917 begann die Produktion mit der Auslieferung von Two Stories, die je eine Geschichte der Ehepartner enthielt, The Mark on the Wall (Das Mal an der Wand) von Virginia, Three Jews von Leonard Woolf. Das Ehepaar setzte eigenhändig die 34-seitige Broschüre. Da die Woolfs nicht genügend Lettern besaßen, setzten sie zwei Seiten, druckten sie auf einer gebraucht erstandenen Minerva-Tiegeldruckpresse, lösten den Satz wieder auf und setzten dann die nächsten beiden Seiten. Auf diese Weise brauchten sie gut zwei Monate, um die Auflage von 150 Exemplaren zu drucken. Anschließend erfolgte die ebenfalls eigenhändige Bindung.

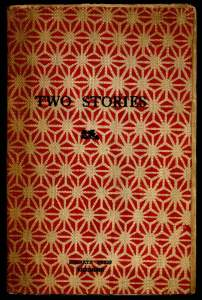
Einband der Erstausgabe von Two Stories, 1917

Das mit vier Holzschnitten von Dora Carrington, einer Freundin Lytton Stracheys, ausgestattete kleine Erstlingswerk des Verlags war schon von 100 Freunden und Bekannten vorbestellt worden, die letzten Exemplare wurden innerhalb von zwei Jahren verkauft. Zu den ersten handgesetzten Werken gehörte auch Prelude der Schriftstellerin Katherine Mansfield; ihre Freundschaft war jedoch zwiespältiger Natur. Mansfield betrieb ein doppeltes Spiel: Virginia gegenüber lobte sie The Mark on the Wall, hinter ihrem Rücken nannte sie das Werk banal. Bis zum Jahr 1932 entstanden insgesamt 34 Bücher in eigenhändiger Arbeit. Hogarth Press wurde zwar zunehmend professionalisiert, doch erst Virginias dritter Roman, Jacobs Zimmer (Jacob’s Room), konnte im eigenen Verlag veröffentlicht werden. In seinen 1967 bei Hogarth Press veröffentlichten Memoiren erinnert sich Leonard Woolf: „Wir druckten in der Speisekammer, banden die Bücher im Eßzimmer und interviewten Autoren, Buchbinder und Drucker in einem Wohnzimmer.“

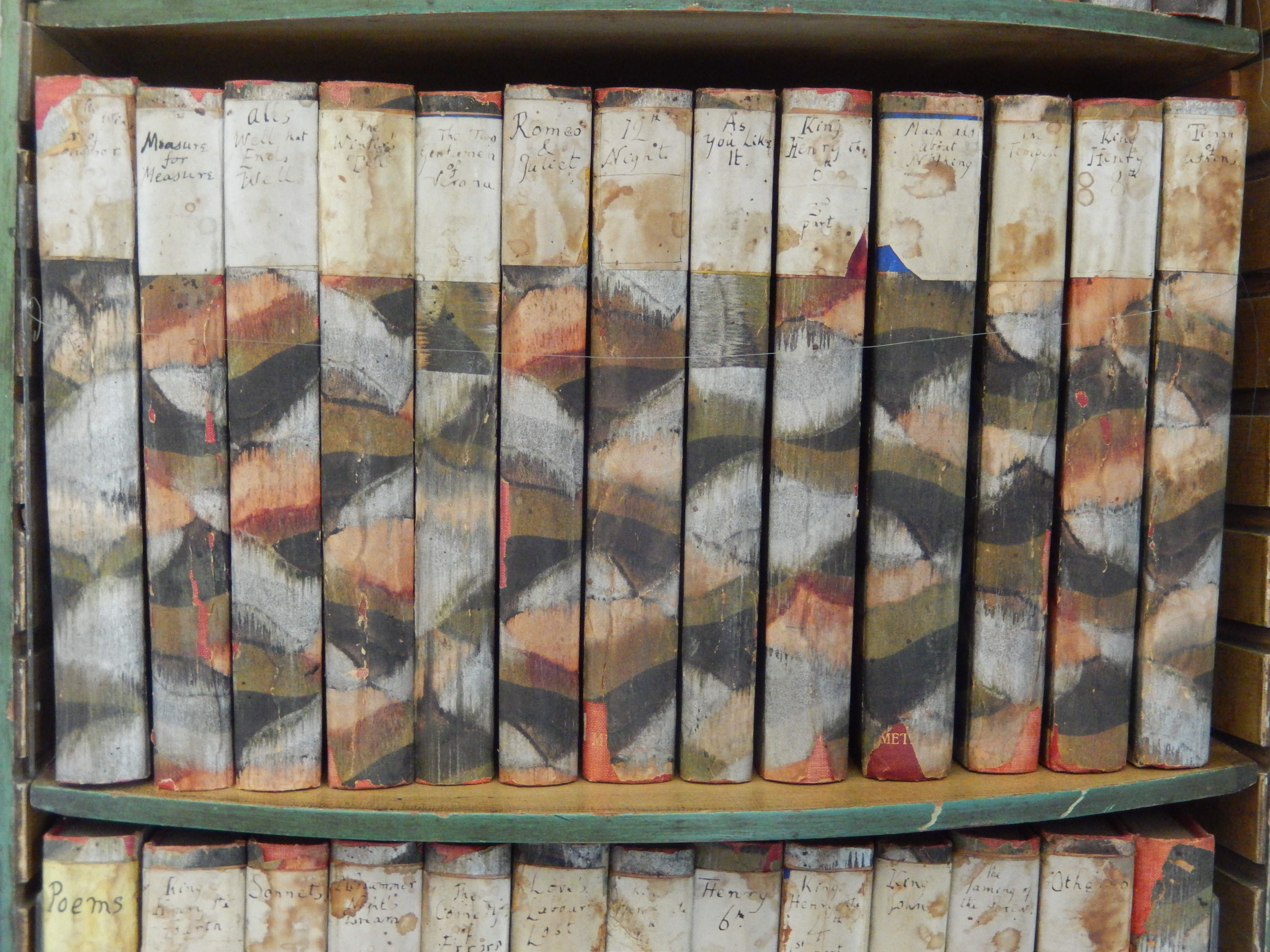
Shakespeares Werke in ihrem Schlafzimmer von Monk’s House, handgebunden von Virginia Woolf

Virginias Funktion in der Hogarth Press war es, neue Autoren zu gewinnen und ihre Manuskripte zu lektorieren. So notierte sie am 8. Dezember 1929 in ihrem Tagebuch: „Ich las & las & habe bestimmt einen Manuskriptstapel von 3 Fuß beendet, sorgfältig gelesen dazu; vieles davon an der Grenze, was daher Nachdenken erforderte.“ Leonard oblag die Geschäftsführung, doch auch er gewann viele Autoren, hauptsächlich aus dem politischen und wirtschaftlichen Themenbereich. Vanessa Bell entwarf Illustrationen für Virginias Bücher und war für die Einbandgestaltung ihrer Werke zuständig. Das 1927 neu herausgegebene Kew Gardens war die attraktivste Veröffentlichung in der Zusammenarbeit der Schwestern.
Eine Fehlentscheidung trafen die Woolfs, als sie den Roman Ulysses von James Joyce ablehnten, der ihnen im April 1918 zur Veröffentlichung angeboten wurde. Es lagen zu dem Zeitpunkt nur die ersten Kapitel vor, doch auch diese waren schon zu umfangreich, um per Hand gesetzt und gedruckt zu werden. Wegen des obszönen Inhalts fanden sie auch keinen anderen Drucker, der die Verantwortung für den Text übernommen hätte. Überdies war Virginia vom Inhalt nicht überzeugt und schrieb am 23. April an Lytton Strachey: „Zuerst ist da ein Hund, der p--t, – dann ist da ein Mann, der furzt, und man kann sogar bei diesem Thema monoton sein – außerdem glaube ich nicht, daß seine Methode, die hoch entwickelt ist, sehr viel mehr bedeutet als das Auslassen der Erklärungen und das Einfügen von Gedanken in Gedankenstrichen: Deshalb glaube ich nicht, daß wir es machen werden.“

### Erwerb vonMonk’s House

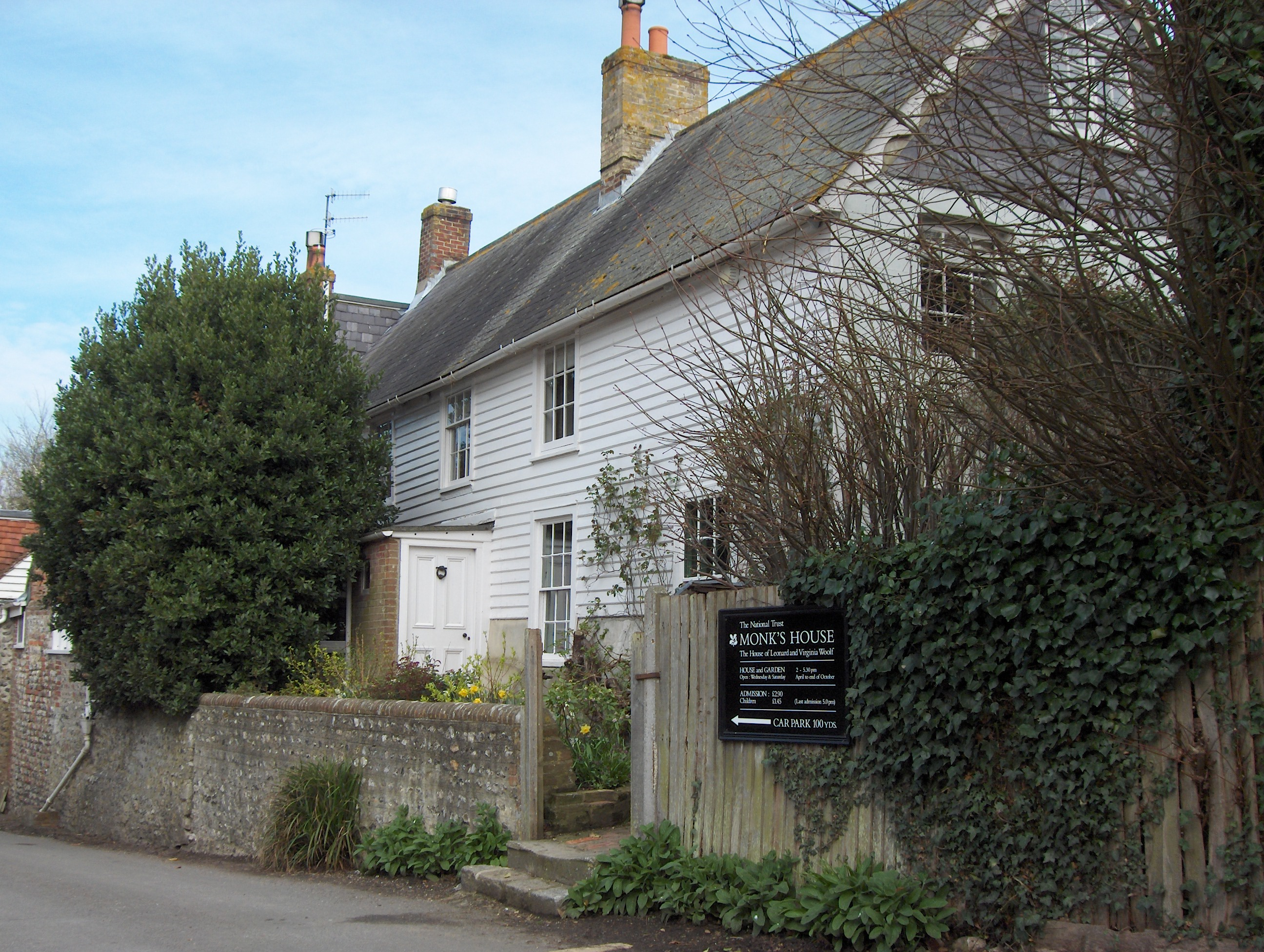
Cottage Monk’s House in Rodmell, Sussex

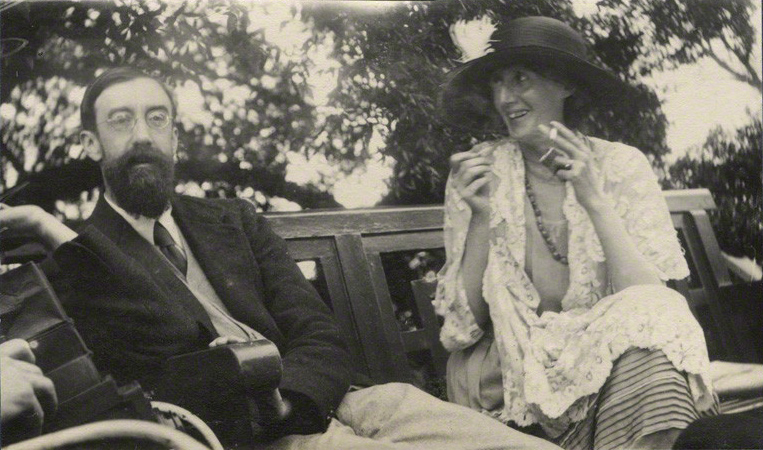
Lytton Strachey und Virginia Woolf, Foto von Ottoline Morrell, 1923

Im Juli 1919 kaufte sich das Ehepaar Woolf ein einfaches Cottage in Rodmell (Sussex), Monk’s House genannt; sie hatten es für 700 Pfund ersteigert, da Asheham ihnen gekündigt worden war. Im Garten standen zwei riesige Ulmen, die von allen Besuchern und Freunden des Hauses Virginia & Leonard genannt wurden. Die Woolfs erweiterten Monk’s House durch Anbauten, und im Lauf der Jahre statteten sie es mit Teppichen, Tapeten, Stoffen, Spiegeln, Fliesen und Wandschirmen von Vanessa Bell und Duncan Grant phantasievoll aus. Ein Vorbild für die Dekoration war das von Vanessa und Duncan gemeinsam geplante Interieur von Charleston Farmhouse nahe Firle, sechs Meilen entfernt von Monk’s House, das sie 1916 gemietet hatten. In beiden Häusern fanden regelmäßig Treffen der „Bloomsberries“ statt.
Im selben Jahr wurden Virginia Woolfs Erzählungen Kew Gardens (Im Botanischen Garten) im eigenen Verlag und ihr zweiter Roman Night and Day (Tag und Nacht) bei Duckworth veröffentlicht.
1922 erschien fast zeitgleich mit dem Ulysses von James Joyce ihr Roman Jacob’s Room (Jacobs Zimmer). In diesem Roman arbeitete sie, ähnlich wie Joyce, mit der Technik des inneren Monologs und brach mit diesem Konzept die konventionelle Erzähltechnik. Der Protagonist Jacob ähnelt stark ihrem verstorbenen Bruder Thoby. Das Buch wurde ein Verkaufserfolg, brachte der Autorin Anerkennung in der literarischen Avantgardeszene und Einladungen von bedeutenden Persönlichkeiten. Leonard Woolf wurde Feuilletonredakteur bei der Wochenzeitschrift Nation und konnte auf diese Weise zum gemeinsamen Einkommen beitragen.

### Vita Sackville-West

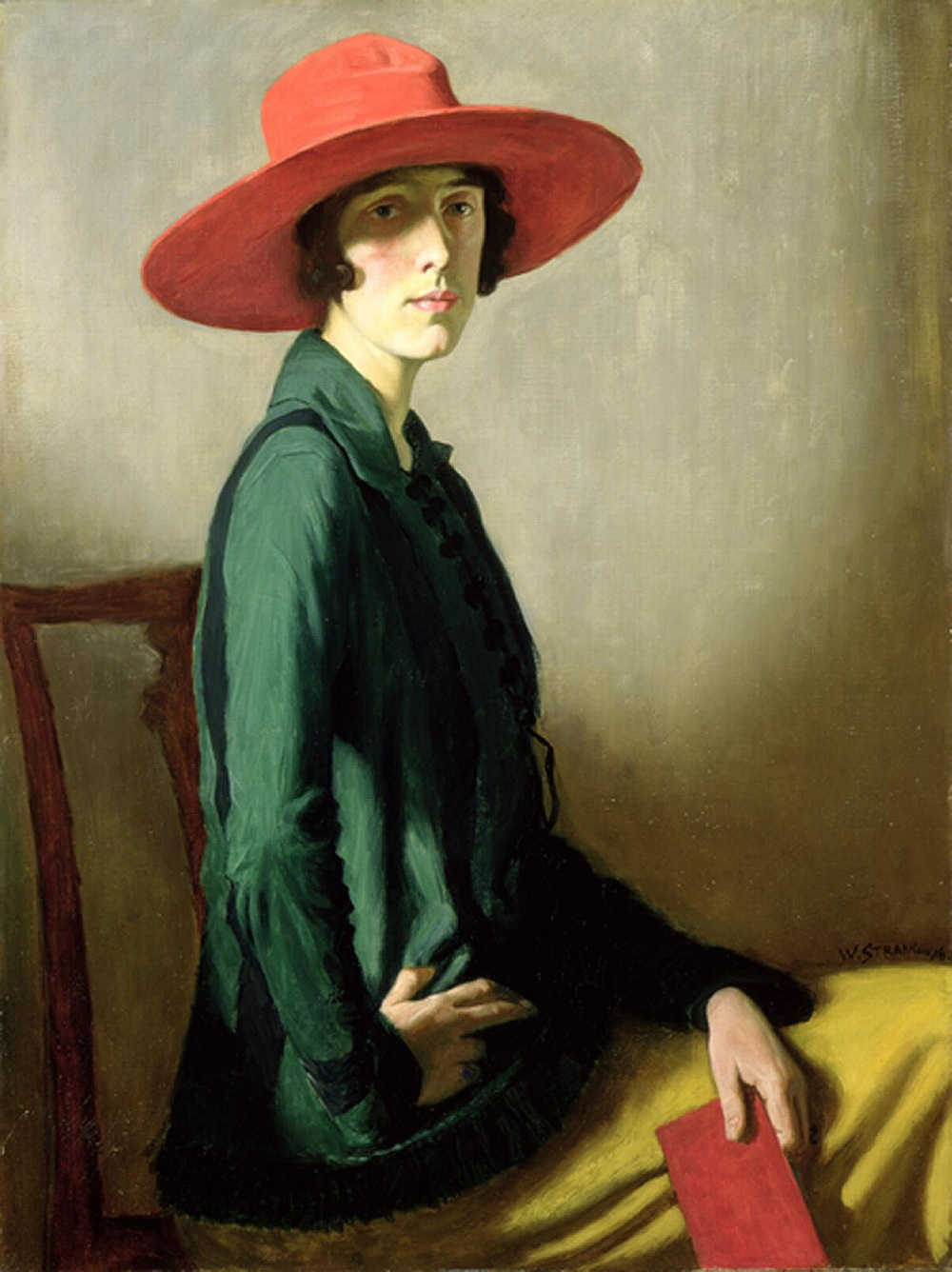
William Strang: Lady with a Red Hat – Vita Sackville-West, 1918

Im Dezember 1922 lernte sie die Schriftstellerin Vita Sackville-West kennen, die Frau des Diplomaten Harold Nicolson. Aus der freundschaftlichen Beziehung entwickelte sich eine dreijährige enge Liebesbeziehung (1925–1928), die in Freundschaft überging und bis zu Virginias Tod Bestand hatte. Es entstand gleichzeitig eine geschäftliche Beziehung: In der Hogarth Press verlegte sie Vitas Werke, beispielsweise im Jahr 1926 die Novelle Passenger to Teheran, sowie Werke ihres Mannes Harold Nicolson, obgleich Virginia Vitas Arbeit nicht besonders schätzte und sie als mit einer „Blechfeder“ produziert beschrieb. Ihre Anziehungskraft lag vielmehr in ihrer männlichen Schönheit, ihren noblen Verbindungen und der Abenteuerliebe.
Virginias Neffe und Biograph, Quentin Bell, beschrieb die Beziehung: „Virginia empfand, wie eine Liebende empfindet: Sie war verzagt, wenn sie sich vernachlässigt fühlte, verzweifelt, wenn Vita nicht da war, wartete ungeduldig auf Briefe, brauchte Vitas Gesellschaft und lebte in der seltsamen Mischung von Hochstimmung und Verzweiflung, die für Liebende – und man sollte meinen, nur für Liebende – bezeichnend ist.“
Vita Sackville-Wests Sohn, Nigel Nicolson, veröffentlichte in seinem Buch Portrait einer Ehe aus dem Briefwechsel seiner Eltern den Brief seiner Mutter an ihren Mann: „Ich liebe Virginia – wer täte das nicht? Aber […] die Liebe zu Virginia ist etwas ganz anderes: etwas Seelisches, etwas Geistiges, wenn man so will, eine Sache des Intellekts […] Ich habe tödliche Angst, körperliche Gefühle in ihr hervorzurufen, wegen des Wahnsinns […] Ich habe mit ihr geschlafen (zweimal), aber das ist alles.“

### Mrs Dalloway,Zum Leuchtturm

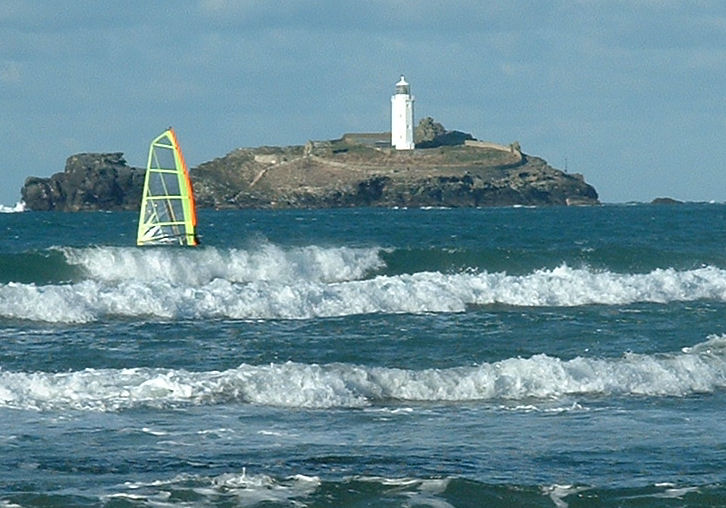
Godrevy Lighthouse an der Bucht von St Ives

1924 zog das Ehepaar Woolf wieder nach Bloomsbury zurück und mietete Verlagshaus und Wohnung am Tavistock Square 52. Im selben Jahr veröffentlichte Virginia ihren vielbeachteten Essay Mr Bennett and Mrs Brown, der zur kritischen Abrechnung mit der tradierten Erzählkunst geriet und konzeptionell ihren wohl bedeutendsten Roman Mrs Dalloway einleitete, der 1925 herauskam. Ursprünglich sollte der Roman The Hours heißen wie der spätere Film von Stephen Daldry. Innovativ war daran die Erzähltechnik des Stream-of-consciousness (Bewusstseinsstrom), mit der sie das Geschehen durch die Gedankenwelt, die Stimmungen und Eindrücke der verschiedenen Romanfiguren darstellte. Diese Methode hatte sie im Ansatz bereits in Jacob’s Room erprobt, hier jedoch perfektioniert. Ebenfalls 1925 erschien ihre Essaysammlung The Common Reader, in der bereits publizierte Essays und Rezensionen gemeinsam mit neuen Arbeiten veröffentlicht wurden, wie beispielsweise der Essay über den zeitgenössischen amerikanischen Roman.
Nach dem Erscheinen von Mrs Dalloway begann Virginia am 6. August 1925 mit der Niederschrift des Romans To the Lighthouse (Zum Leuchtturm), den sie, unterbrochen von depressiven Schüben, im Januar 1927 vollenden konnte. Sie wollte das Werk ursprünglich als „Elegie“ und nicht als „Roman“ bezeichnen. Leonard nannte ihn ein Meisterwerk, und auch sie war mit ihrer Arbeit zufrieden: „Du liebe Zeit, wie schön manche Stellen von The Lighthouse sind! Weich & geschmeidig, & tief, meine ich, & kein einziges falsches Wort, seitenlang manchmal.“ Zum Leuchtturm ist ein autobiographischer Roman, der sich mit der Geschichte der Stephen-Familie befasst. Die Niederschrift kam einer Psychoanalyse nahe, die Therapie bestand im Erzählen und bannte die Herrschaft der Eltern über sie. Es ist eine Art Geistergeschichte, die Geschichte eines verwunschenen Hauses, des Talland House in St Ives, obwohl der Roman auf der Isle of Skye angesiedelt ist. Die dunklen Gefühle der Protagonistin Mrs Ramsay über Einsamkeit und Tod waren auch Virginias Gefühle.

### Orlando

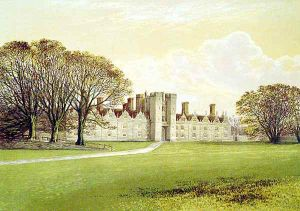
Knole House im Jahr 1880

Im Frühjahr und Sommer 1928 unternahmen Virginia und Vita eine längere Reise durch Frankreich. Im Oktober desselben Jahres erschien Orlando. Die Hauptfigur Orlando lebt vom 16. bis ins 20. Jahrhundert, wechselt im Erwachsenenalter ihr Geschlecht vom Mann zur Frau und ist am Ende der Zeitreise eine Dichterin. Dieser humorvolle Roman gilt als Virginias Liebeserklärung an Vita Sackville-West, deren Persönlichkeit sich in Orlando spiegelt. Historische Details entnahm Virginia aus Vitas 1922 veröffentlichtem Buch Knole and the Sackvilles, in dem Vitas Geburtshaus, das Knole House in Kent und die Geschichte der Sackvilles geschildert wird. Virginia selbst beschreibt das Buch als heiter und schnell lesbar; es zu verfassen war Urlaub für sie als Schriftstellerin und bereitete ihr nicht die Mühen anderer Werke. In Nigel Nicolsons Biographie seiner Eltern umschreibt er Orlando als „den längsten und charmantesten Liebesbrief in der Literatur“. Die Besucher von Knole House, seit 1946 zum großen Teil im Besitz des National Trust, können gegenwärtig das Originalmanuskript von Orlando bewundern, das in der Great Hall ausgestellt ist.

### Der EssayEin Zimmer für sich allein
Der Essay  A Room of One’s Own (Ein Zimmer für sich allein bzw. Ein eigenes Zimmer) wurde 1928 geschrieben und im Oktober 1929 veröffentlicht. Die gescheite und witzige Abhandlung über die bedrückenden Bedingungen, unter denen Frauen in der Vergangenheit Literatur produzieren mussten, und in der Woolf William Shakespeares fiktive dichtende Schwester Judith Shakespeare beschreibt, wurde zu einem der meistzitierten Texte der Frauenbewegung:

„[…] Und wenn jede von uns fünfhundert [Pfund, heute ca. 41.000 Pfund] im Jahr hat und ein Zimmer für sich allein; wenn wir an die Freiheit gewöhnt sind und an den Mut, genau das zu schreiben, was wir denken; […] dann wird diese Gelegenheit kommen und die tote Dichterin, die Shakespeares Schwester war, wird den Körper annehmen, den sie so oft abgelegt hat.“

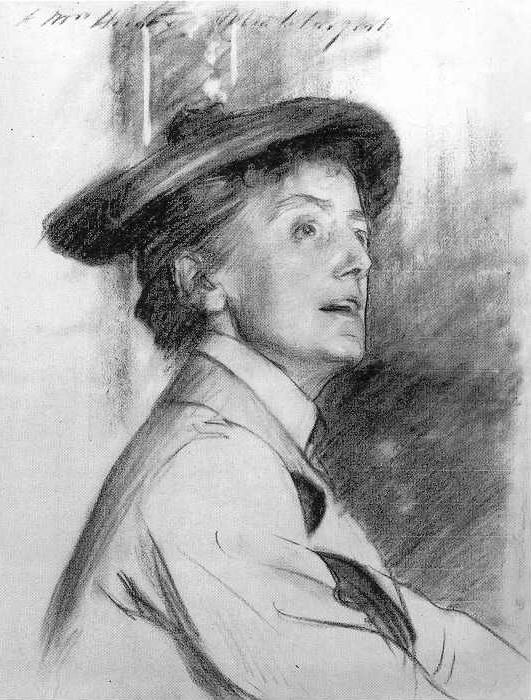
John Singer Sargent: Ethel Smyth, 1901

Das seien die materiellen Grundvoraussetzungen, unter denen Frauen genau so erfolgreich Literatur produzieren könnten wie Männer. Außerdem formulierte sie darin einige Ansichten über künstlerische Kreativität, die ihr eigenes Schreiben leiteten. Das Buch wurde ein Erfolg; innerhalb eines halben Jahres wurden in England und Amerika 22.000 Exemplare verkauft.
Die Komponistin und Suffragette Ethel Smyth bat im Januar 1930 anlässlich der Veröffentlichung von A Room of One’s Own um Virginias Mitwirkung bei einer BBC-Sendung mit dem Titel Point of Views und erklärte ihre Bewunderung für den Essay als wichtigen Beitrag zur Emanzipationsbewegung. Es kam zu einer persönlichen Beziehung und ausgedehntem Briefwechsel mit der um 24 Jahre älteren Ethel Smyth. Zu diesem Zeitpunkt zog Vita Sackville-West nach Sissinghurst und widmete sich mit ihrem Mann Harold Nicolson der Ausgestaltung ihres später weltberühmten Gartens.

### Die WellenundFlush
1931 erschien The Waves (Die Wellen), das nach Mrs Dalloway und To the Lighthouse den dritten und letzten ihrer sogenannten experimentellen Romane bildet. Virginia hatte Die Wellen gleichzeitig mit dem Roman Zum Leuchtturm konzipiert und parallel daran geschrieben, unterbrochen durch die Niederschrift von Orlando. Die Arbeit daran geriet zu einer fast unerträglichen Anstrengung, die sie gesundheitlich sehr belastete.
Das Buch spannt in einer Montagetechnik den Bogen über sechs Menschenleben, von der Kindheit bis zum Alter, eingefügt in den Ablauf eines schönen Sommertages. Das Lesepublikum akzeptierte im Gegensatz zu den Kritikern Die Wellen vorbehaltlos, und nach einem Monat konnte bereits die zweite Auflage gedruckt werden.
Die Romanbiographie Flush, die von den Abenteuern des Cockerspaniels der Schriftstellerin Elizabeth Barrett Browning in London und Florenz berichtet, ist eine Mischung aus einigen Fakten und viel Phantasie. Flush erschien 1933, hatte die höchste Erstauflage aller ihrer Werke und erreichte nach wenigen Monaten eine Auflage von je 50.000 Exemplaren in England und den Vereinigten Staaten.

### Freshwater,Die JahreundDrei Guineen

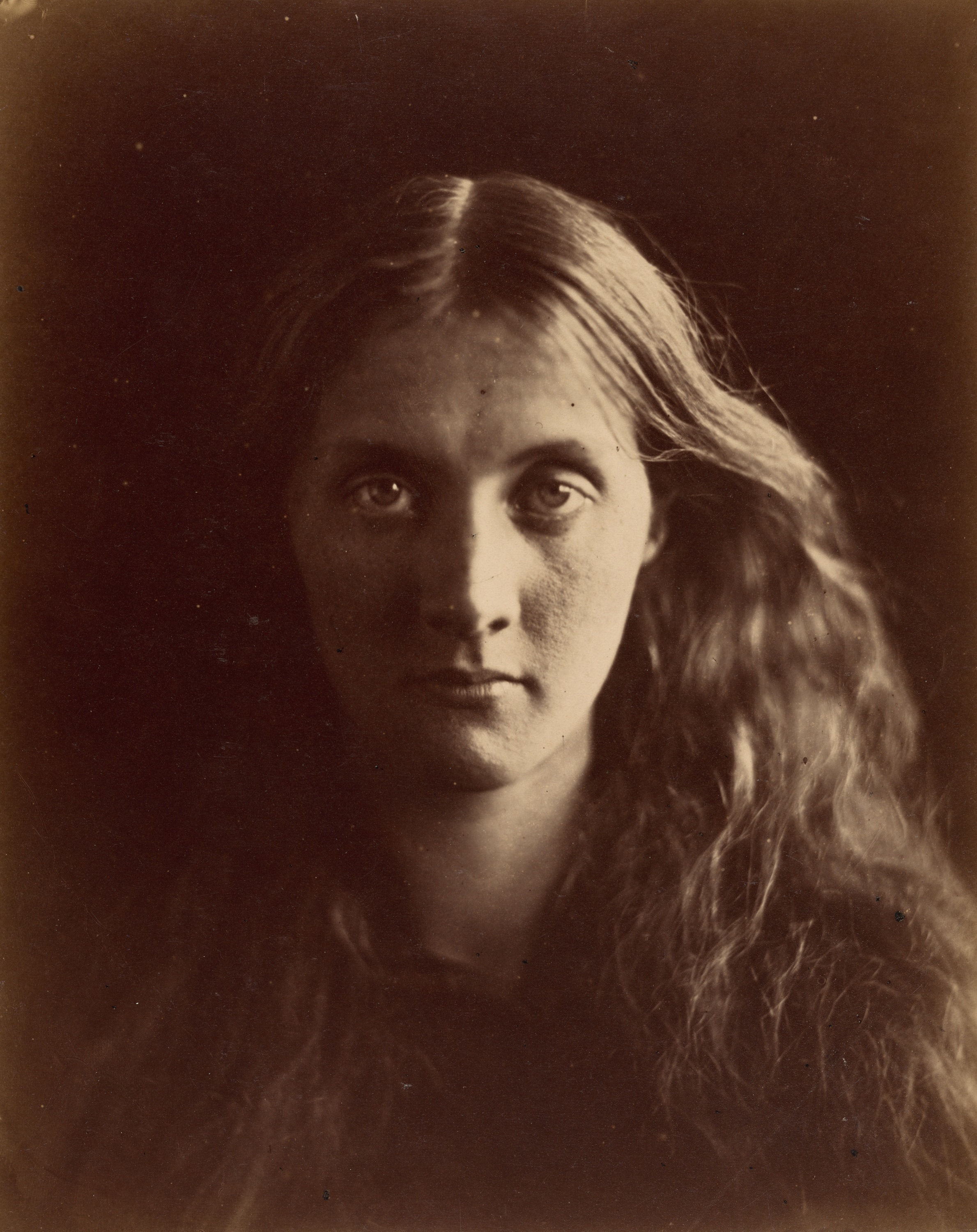
Julia Margaret Camerons Fotoporträt ihrer Nichte Julia Jackson, Mutter von Virginia Woolf, aus dem Jahr 1867

Im Jahr 1935 wurde Virginias einziges Theaterstück Freshwater in Vanessa Bells Londoner Studio aufgeführt. Darin thematisierte sie die Lebensgeschichte ihrer Großtante, der viktorianischen Fotografin Julia Margaret Cameron. Die Aufführung fand vor Freunden statt: Vanessa Bell spielte die Mrs Cameron, Leonard Woolf Mr Cameron, und Duncan Grant übernahm die Rolle des George Frederic Watts. Vanessas Kinder Julian und Angelica Bell waren Lord Tennyson beziehungsweise Ellen Terry.

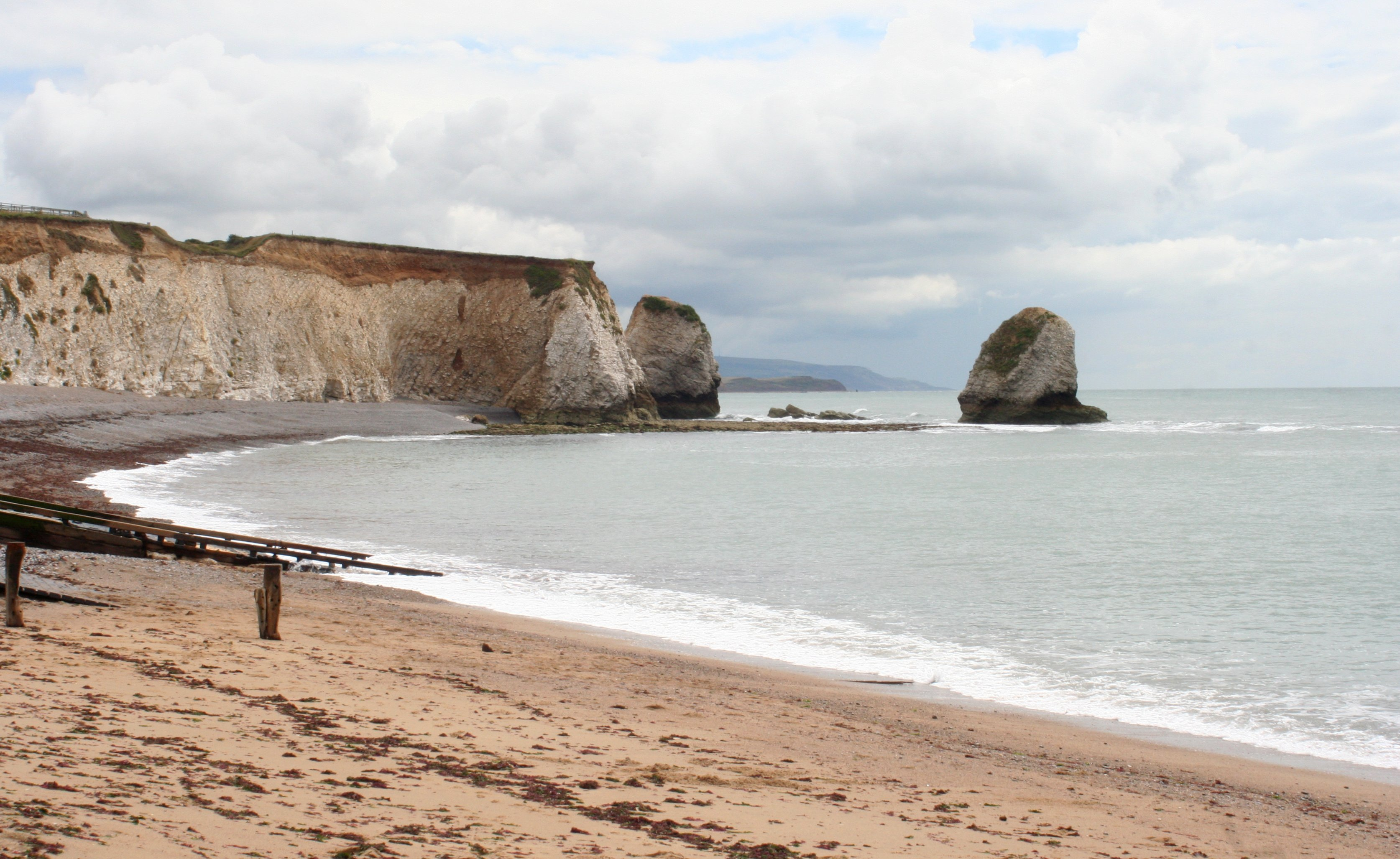
Freshwater Bay, Isle of Wight

Der Ort Freshwater liegt auf der Isle of Wight, in dem die Camerons einen Wohnsitz hatten. Bereits 1926 hatte Virginia mit Roger Fry im Verlag Harcourt, Brace, New York, eine Sammlung von Camerons Fotografien herausgegeben unter dem Titel: Julia Margaret Cameron. Victorian Photographs of Famous Men & Fair Women. Den Rest des Jahres verbrachte das Ehepaar Woolf auf einer Europareise, die Virginia von ihrer erneuten psychischen Erkrankung heilen sollte.
Virginias nächster Roman – ihr umfangreichstes Werk – The Years (Die Jahre), die Geschichte der Offiziersfamilie Pargiter und die Lebensläufe ihrer vier Töchter, erschien im Jahr 1937; die Arbeit daran hatte sie bereits im Oktober 1932 unter dem Arbeitstitel The Pargiters begonnen. Sie kehrte in der unkomplizierten Erzählweise in die Tradition englischer Romane zurück, derer sie sich seit Nacht und Tag nicht mehr bedient hatte. Das Schreiben fiel ihr schwer, und die Veröffentlichung setzte sie unter Druck. Die Jahre wurde jedoch ein Verkaufserfolg; die englische Ausgabe erschien in einer Auflage von 18.000 Exemplaren, in Amerika wurde er ein Bestseller mit 50.000 verkauften Exemplaren im ersten Jahr.
Das von Virginia gesammelte analytische Material über Frauenfeindlichkeit der Gesellschaft floss nicht nur in The Years ein, sondern fand sich auch in dem feministischen Essay Three Guineas (Drei Guineen) wieder, der im Juni 1938 erschien. In diesem Essay bringt sie kurz vor dem Zweiten Weltkrieg die patriarchalische Gesellschaftsform mit Militarismus, Faschismus und Krieg in Verbindung. Der Arbeitstitel für den bereits 1935 geplanten Essay lautete On Being Despised (Wenn man verachtet wird). Virginia wollte keine Integration der Frau, sondern eine Gleichstellung der Geschlechter: „Wir stehen ein für die Rechte aller – aller Männer und Frauen – auf Respektierung der großen Prinzipien Gerechtigkeit, Gleichheit und Freiheit in ihrer Person“. Ihre Freunde hielten den Essay für unnötig polemisch, da es ihm an Humor mangele, doch er sollte einen weiteren Meilenstein in der Bekämpfung des Sexismus setzen. Den Ehrendoktortitel der Universität Liverpool lehnte sie 1939 ab, da sie zeitlebens kritisch gegenüber der „academic machine“ eingestellt war.
Der Schriftsteller John Lehmann, Lektor der Hogarth Press von 1931 bis September 1932, kaufte sich im März 1938 in den Verlag ein und übernahm Virginias Anteile. Sie wirkte jedoch weiterhin an der Programmgestaltung des Verlags mit. Lehmann arbeitete mit Leonard Woolf gemeinsam als Geschäftsführer bis zum Jahr 1946 in der Hogarth Press. Anschließend gründete er seinen eigenen Verlag, „John Lehmann Limited“, zusammen mit seiner Schwester Rosamond.

### Zweiter Weltkrieg und Tod
Nach der Kriegserklärung des Vereinigten Königreichs an Deutschland am 3. September 1939 beschlossen die Woolfs, künftig im Monk’s House zu leben und nur noch zweimal monatlich zum Verlag nach London zu fahren. Im September 1940 wurde das Haus am Mecklenburgh Square 37, in dem sich seit 1939 ihre Londoner Wohnung befand und ebenfalls die Hogarth Press ihren Sitz hatte, bei einem Luftangriff der deutschen Luftwaffe durch Bomben schwer beschädigt. Die Hogarth Press musste nach Letchworth Garden City ausgelagert werden.

Virginia Woolfs Abschiedsbrief an ihren Mann Leonard

Im Mai 1940, nach dem Überfall Deutschlands auf die Niederlande und Belgien, fassten die Woolfs den Vorsatz, gemeinsam aus dem Leben zu gehen, falls es zu einer deutschen Invasion Großbritanniens kommen sollte, da Leonard Woolf Jude und Sozialist war. Sie besorgten sich vorsorglich Gift und horteten Benzin in der Garage.
Am 25. Juli 1940 erschien Virginia Woolfs Biographie über den bereits 1934 verstorbenen Maler und Galeristen Roger Fry, den Freund aus der Bloomsbury-Zeit. Nachdem sie 1941 ihren letzten Roman Between the acts (Zwischen den Akten) abgeschlossen hatte, fiel sie erneut in eine tiefe Depression. Sie fürchtete, die psychotischen Episoden der Vergangenheit würden sich wiederholen, in denen sie Stimmen hörte und unfähig war, zu arbeiten und zu lesen. Am 27. März 1941 brachte Leonard Woolf seine Frau zu einer befreundeten Ärztin nach Brighton, um die Behandlungsmöglichkeiten zu besprechen. Einen Tag darauf, am 28. März, beging Virginia im Fluss Ouse bei Rodmell nahe Lewes ihren Suizid. Da sie sehr gut schwimmen konnte, packte sie einen großen Stein in ihren Mantel, um eine eventuelle Selbstrettung zu verhindern. Ihre Leiche wurde erst nach drei Wochen, am 18. April, gefunden. Virginia Woolf hinterließ zwei Abschiedsbriefe, einen an ihre Schwester Vanessa und einen an ihren Ehemann. Dieser Brief begann mit dem Satz:

„Liebster, ich spüre mit Sicherheit, dass ich wieder verrückt werde.“

Der Schluss lautete:

„Alles, außer der Gewissheit Deiner Güte, hat mich verlassen. Ich kann Dein Leben nicht länger ruinieren. Ich glaube nicht, dass zwei Menschen glücklicher hätten sein können, als wir gewesen sind.“

Leonard Woolf begrub ihre Asche unter den zwei großen Ulmen im Garten, deren Äste verschlungen waren und von ihnen Leonard und Virginia genannt wurden. Er ließ auch eine Tafel anbringen mit einem Zitat aus Die Wellen:

„Dir will ich mich entgegenwerfen, unbesiegt und ungebeugt, O Tod!“

Leonard Woolf starb im Jahr 1969 im Alter von 88 Jahren. Er wurde wie seine Ehefrau unter den Ulmen bei Monk’s House begraben.
Im Garten von Monk’s House, das seit 1980 vom National Trust verwaltet wird, erinnern Büsten von Virginia Woolf und Leonard Woolf sowie Gedenktafeln an das außergewöhnliche Schriftsteller- und Verlegerehepaar.

## Zum Werk
Virginia Woolf zählt neben Joseph Conrad, James Joyce und D. H. Lawrence zu den wichtigsten Autoren und Autorinnen der modernen englischen Erzählliteratur. Ihr Prosawerk sucht vor allem die Hintergründe und Realitäten im Bewusstsein ihrer Romangestalten mit neuen literarischen Gestaltungsmitteln einzufangen. Neben ihren zahlreichen Essays stellt der experimentelle und psychologische Roman das Hauptwerk der Schriftstellerin dar. Woolf wendet dabei eine Montagetechnik an: Sie lässt im ständigen Wechsel von äußerer und innerer Zeit, Umwelt und Natur, vergangene und gegenwärtige Geschehnisse in einem Strom von Empfindungen in ihre Texte einfließen.

### Der experimentelle Roman
Mit Jacobs Zimmer, der von Woolf-Interpreten als der erste „eigentliche“ experimentelle Roman der Autorin gesehen wird, beginnt sie, die Komplexität des Lebens in einer rhythmischen Abfolge von flüchtigen Sinneseindrücken, Gedankenfetzen und Gesten zu schildern. Ebenso wie ihren Zeitgenossen Joyce und Dorothy Richardson, die ähnliche Ansätze verfolgten, gelingt es ihr mit Hilfe des inneren Monologs, diese Impressionen so darzustellen, wie sie im Bewusstseinsstrom der Gestalten des Romans auftauchen. Eine Entwicklung findet indes nicht statt: Die Figuren bleiben auf der Suche nach Identität zwischen Realität und Traumwelt gefangen. So wird die Vereinsamung des Menschen in der modernen Massengesellschaft zu einer wesentlichen Thematik des woolfschen Romans.
Angeregt von Joyce erzielt Woolf einen Spannungsbogen (Suspense), indem sie ihre eigene Sichtweise den Assoziationen ihrer Figuren als eine Art „Kontrapunkt“ gegenüberstellt. Das zeigt sich vor allem in der expressionistischen Bildhaftigkeit, die sie für Landschaftsbeschreibungen aufwendet und die im Gegensatz zu den pointierten Charakterstudien der kühlen, oft seelenlos gezeichneten Großstadtmenschen stehen. Woolf bedient sich dabei schriftstellerisch ähnlicher Stilmittel, die in der bildenden Kunst von den Nachimpressionisten verwendet wurden und sich vor allem in den Werken Vincent van Goghs zeigen, dem ihre besondere Bewunderung galt.
In Mrs Dalloway verfeinerte sie die Erzähltechnik, die sie sich in Jacobs Zimmer erarbeitet hatte. Der Roman gilt als Meisterwerk moderner Erzählkunst und wird oft mit Joyce’ Ulysses und Marcel Prousts Auf der Suche nach der verlorenen Zeit verglichen. In diesem Werk bedient sich Woolf vorrangig neuester Erkenntnisse der Psychoanalyse und verweist ironisch auf Freuds Bewusstseinsebenen. Im Vorfeld des Romans hatte sie in ihrem 1924 verfassten Essay Mr Bennett and Mrs Brown verkündet, es sei nicht die Aufgabe eines Romanciers, „Lehren zu predigen, Lieder zu singen oder das Britische Weltreich zu verherrlichen“, sondern „die Psyche des Menschen zu ergründen“. Der von Kritikern vielbeachtete Essay richtete sich provokant gegen die in ihren Augen überkommenen „edwardianischen Techniken“ von Bennett, Galsworthy und Wells.
Die in Jacobs Zimmer eingeführte Technik des Bewusstseinsstroms erweiterte sie in Mrs Dalloway um die Komponente der „Willkürlichkeit“: Die Hauptfigur ist somit nicht mehr wie im traditionellen Roman objektiv beschreibbar, sondern definiert sich nur noch über die Reflexion der (wechselnden) Nebenfiguren und deren Wahrnehmung. Die Handlung erfährt der Leser lediglich über das Bewusstsein der Akteure. Die Wahrnehmung beschränkt Woolf dabei ähnlich wie Joyce auf einen bestimmten Zeitraum, im Falle der Mrs Dalloway auf einen Tag, womit Woolf ein weiteres, für ihr Werk charakteristisches Stilmittel einführt: das kontinuierliche Motiv der verrinnenden Zeit, die in einem wellenförmigen Verlauf des Bewusstseinsstroms – zwischen Gegenwart und Vergangenheit wechselnd – erlebt wird. Stilistisch entsprechend verfährt Woolf mit den Erzählweisen und wechselt fließend zwischen direkter Rede mit beschreibender Handlung und der erlebten Rede im inneren Monolog. In Mrs Dalloway setzt Woolf mit tempus fugit-Motiven (abgebrannte Kerzen oder schlagende Uhren) eine signifikante Symbolik ein, die sich in ihrem Spätwerk verstärkt wiederholen soll. To the Lighthouse (Zum Leuchtturm) führt diese psychologische Erzähltechnik in sprachlicher Perfektion konsequent fort: Sie bedient sich einer Reihe von syntaktisch komplexen (Un-)Möglichkeiten, die den Eindruck einer objektiven Wirklichkeit verschwinden lassen und Ausdruck für das „Schweifen und Spielen des Bewusstseins“ der Autorin bzw. wechselnder, teils namenloser Subjekte sind, deren Bewusstsein tendenziell zusammenfließt. Die Hauptfigur spiegelt sich so im Bewusstseinsstrom der anderen Figuren wider. Auf eine traditionelle Handlung wird verzichtet, das Zeitkontinuum dreigeteilt („Zeitschichtung“). Der Leuchtturm selbst wird zum mehrdeutigen Symbol, das als angleichendes „männliches“ Über-Ich mit wegweisender Beständigkeit oder als Platz fester Normen und Wertevorstellungen interpretiert werden kann und im Kontrast zum sich ständig wandelnden, „weiblichen“ Meer steht, das als ausgleichende Urkraft sowohl für den unterbewussten Fluss der Dinge wie auch für Harmonie, Rückzug und Neuanfang stehen kann. Woolf stellt diese beiden Zeichen im Verlauf des Werks kontinuierlich gegenüber und führt sie in der Schlusssequenz des Romans, in dem Gemälde der Malerin Lily Briscoe, zusammen. Der Roman gilt als eine der „kompositorisch und sprachlich geglücktesten Leistungen Virginia Woolfs.“
Den radikalsten Bruch mit jeglicher traditionellen Erzähltechnik vollzieht Woolf schließlich in The Waves (Die Wellen): Die Schriftstellerin verzichtet sowohl auf einen berichtenden Erzähler wie auf eine greifbare Handlung oder einen bestimmten Schauplatz und unterwirft den Verlauf einem genau festgelegten symbolbehafteten Zyklus aus Tages- und Jahreszeiten. Das Werk besteht ausschließlich aus den inneren Monologen der sechs Protagonisten, die wiederum von bestimmten Eigenschaften beherrschte Stellvertreter eines Lebensabschnittes sind oder diesen reflektieren. Von Kritikern wurde das Buch als „gekünsteltes und unbefriedigendes Form- und Stilexperiment“ bewertet und fand erst spät Anerkennung als konsequenter Abschluss des Woolfschen Erzählexperiments. Der Roman Die Wellen ist in vielerlei Hinsicht philosophischer, als er vom Leserpublikum wahrgenommen worden ist, und Virginia Woolf äußerte sich oft verzweifelt darüber.
In ihrem letzten Roman Between the acts (Zwischen den Akten), der vor dem Hintergrund des Zweiten Weltkriegs entstand, stellt Woolf eine komische wie kritische Analogie zum Tierreich her: Indem sie die Akteure einer Dorftheateraufführung mit karnevalesk-animalischen Wesenszügen versieht, wirft sie die Frage nach der Abstammung, den Gemeinsamkeiten und den Unterschieden zwischen Mensch und Tier auf und sucht die Antwort in der Kreativität und Sprachbegabung. Sie hält dem Leser mit der zentralen Frage nach Menschlichkeit einen Spiegel vor und lässt damit die Antwort offen. Damit wendet sie erneut den Kunstgriff der Reflexion an: Die eigentliche Handlung vollzieht sich „zwischen den Akten“, respektive „zwischen den Zeilen“. Wieder vollzieht sich die Handlung an einem Tag, und erneut bedient sie sich der Symbolik: diesmal bevorzugt des Vogelmotivs. Der Vogel symbolisiert dabei sowohl Schönheit wie Zerstörung. Das postum veröffentlichte Werk kombiniert Prosa mit Lyrik und Dialogen und zeigt Woolfs fortgesetztes Bestreben, den Anwendungsbereich des Romans zu erweitern.

### Die Essays
In ihren ironischen, oft kritisch gehaltenen Essays setzte sich Virginia Woolf bevorzugt mit Schriftstellerinnen wie Jane Austen, George Eliot und Dorothy Wordsworth auseinander. Besonders Jane Austen, mit deren Werk ihr eigenes oft verglichen wurde, faszinierte Woolf, da Austens Biographie, unter zunächst unbeschwerteren Vorzeichen, Ähnlichkeiten zu ihrer eigenen aufweist. Beider Werk entstand am Ende einer literarischen Epoche und sollte eine neue markieren. Austen starb früh, auf dem Höhepunkt ihres Schaffens: Für die an sich selbst zweifelnde Woolf verkörperte somit das kurze abgeschlossene Lebenswerk Austens in seiner formalen Perfektion eine selbstbestimmte Unschuld, die ihr eigenes Werk (und Leben) nicht besaß. 1925 widmete sie Jane Austen in ihrer Essaysammlung The Common Reader ein Kapitel und würdigte sie mit sentimentalen Worten als „The most perfect artist among women, the writer whose books are immortal, died just as she was beginning to feel confidence in her own success.“ („Die perfekte Künstlerin unter den Frauen, die Schriftstellerin, deren Bücher unsterblich sind, starb, als sie gerade begann, Vertrauen in ihren eigenen Erfolg zu fassen.“)
Unter Woolf-Kritikern zählt der 1924 verfasste Essay Mr Bennett and Mrs Brown zu den aufschlussreichsten Aufsätzen der Schriftstellerin, da er nicht nur mit den Traditionalisten der englischen Literatur bricht – allen voran Arnold Bennett gerät in das Kreuzfeuer ihrer Kritik –, sondern auch Einblicke in die Charaktergestaltung und in den Umgang der Autorin mit Identitäten gewährt: Die fiktive Mrs Brown vertritt als Woolfs Alter Ego zwar den Standpunkt ihrer Schöpferin, bleibt als nur reflexiv wahrnehmbare Person dennoch rätselhaft. Woolf verleiht ihrer Mrs Brown keinen bestimmten Wesenszug: sie bleibt „beliebig“ wie viele andere Figuren in ihrem Werk. Damit verneint Woolf die „real characters“ der Edwardianer. Martin Walser nennt diese Figuren „Woolfsche Alltags-Lebens-Hüllen, derer man nicht habhaft werden kann, bestenfalls kann man sich ihnen annähern“ und verweist auf die multiple Gestaltung des Orlando.
Mr Bennett and Mrs Brown reflektiert auf die imposante erste Nachimpressionisten-Ausstellung Manet and the Post-Impressionists von Roger Fry in den Londoner Grafton Galleries Ende 1910, die zum kulturellen Ereignis wurde. Woolf datierte mit diesem Geschehnis einen kulturellen Paradigmenwechsel: „On or about december 1910 human character changed,“ schrieb sie in dem Essay und übertrug den Aufbruch der Malerei in die Moderne auf die Literatur: die epochale Ablösung der Edwardianer durch die Bloomsberries und die avantgardistischen Vortizisten um Ezra Pound.
Der meistzitierte Text der neuen Frauenbewegung, Woolfs Essay A Room of One’s Own aus dem Jahr 1929 wurde erst 1978 ins Deutsche übertragen. Woolf nahm darin bereits die These der 68er-Bewegung vom politischen Charakter des Privaten vorweg.

### Tagebücher und Briefe
Virginia Woolf hatte seit ihren Kindertagen und ab 1915 systematisch Tagebuch geführt. 1953 wurden Teile daraus erstmals publiziert. 1977 bis 1984 erfolgte die Herausgabe der gesamten Aufzeichnungen in fünf Bänden. Auch ihre umfangreiche Korrespondenz wurde veröffentlicht, zwischen 1975 und 1980 erschienen sechs Bände. Tagebücher und Briefe liegen inzwischen in deutscher Übersetzung vor. Dieser Nachlass gilt vielen Leserinnen und Lesern als mindestens ebenso wichtig wie die zu Lebzeiten publizierten Werke. Aus ihnen geht hervor, dass Virginia beim Schreiben ihrer Texte unter Depressionen litt, beispielsweise während der Arbeit an Mrs Dalloway: „[…] Und dann habe ich wieder, je weiter das Manuskript anwächst, die alte Angst davor. Ich werde es lesen & blaß finden. […] Doch wenn dieses Buch etwas beweist, dann dass ich nur auf diese Art schreiben kann & und immer dabei bleiben werde, jedoch immer weiter erkunde & mich Gottlob keinen Augenblick langweilen werde. Aber diese leichte Depression – woher kommt sie?“ Ein ähnlich schwaches Selbstvertrauen zeigte sie anlässlich des Erscheinens ihrer Bücher. Oft löste die Furcht vor negativer Kritik und Unsicherheit über ihr eigenes Werk Krankheitsschübe aus.

## Rezeption
“It is writing, that gives me my proportion.”

Virginia Woolfs Werk wurde zu ihren Lebzeiten über den Kreis von Schriftstellern des englischsprachigen Kulturraums hinaus kaum bekannt. Seit den 1970er Jahren inspirierte es zunehmend verschiedene soziale und emanzipatorische Bewegungen in Europa und in den USA; infolgedessen fanden das literarische Werk und seine Autorin zunehmend das Interesse der Öffentlichkeit.

### Wirkungen zu Lebzeiten

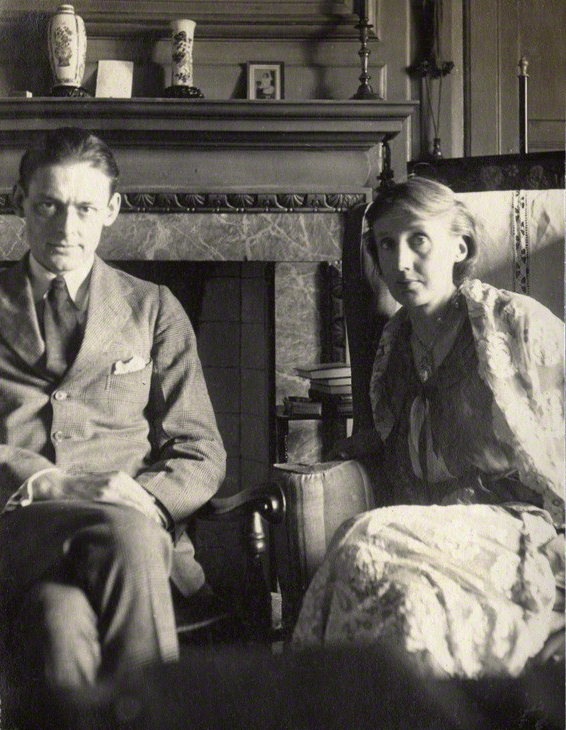
Eliot und Woolf. Foto von Ottoline Morrell, 1924.

In ihrem Geburtsland rückte Virginia Woolf als Tochter eines bekannten Klerikers und Literaten durch den skandalösen Dreadnought-Streich früh in den Fokus der englischen Presse; spätestens ab ihrem Romandebüt, den eigenen essayhaften Rezensionen und durch Hogarth Press-Publikationen von Schriftstellerfreunden, wie beispielsweise T. S. Eliots Poems (1919), wurde sie als Autorin und Verlegerin von einem größeren Leserkreis wahrgenommen.
Außerhalb des englischsprachigen Kulturkreises blieb Virginia Woolfs Werk hingegen weitgehend unbekannt oder zumindest schwer zugänglich. Klaus Mann besprach 1929 die unter dem Titel „Eine Frau von fünfzig Jahren“ erschienene deutsche Ausgabe der Mrs Dalloway und rezensierte den Roman als „lebenswahres Werk“ und „radikalstes 20. Jahrhundert“.
Der Schriftsteller Elio Vittorini, ein literarischer Vertreter des italienischen Neorealismus, rezipierte Woolfs Mrs Dalloway in seiner 1931 veröffentlichten Erzählsammlung Piccola borghesia und übertrug ihre Beschreibungen der englischen upper middle class auf das neapolitanische Kleinbürgertum, der sogenannten „kleinen Bourgeoisie“.

### Wahrnehmung durch emanzipatorische Bewegungen

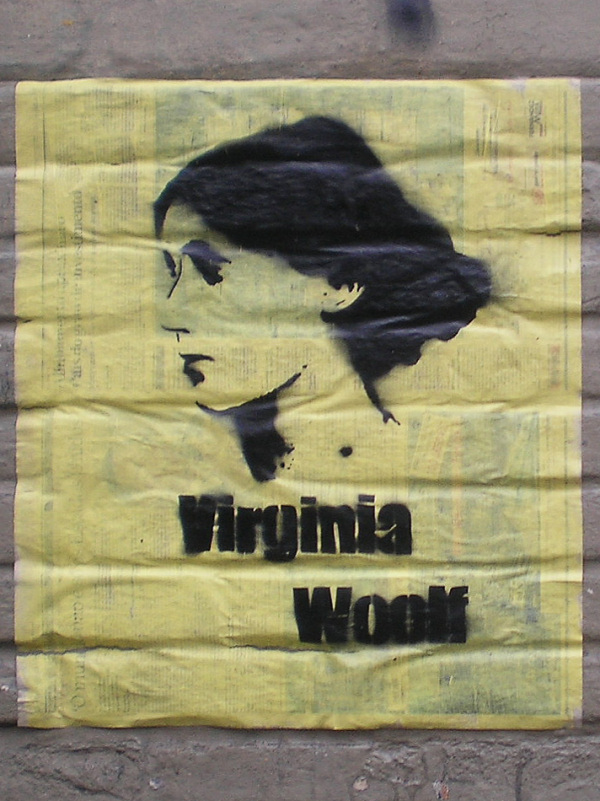
Porträt von Virginia Woolf als Straßenkunst in São Paulo, Brasilien (2007)

Im Tafelservice berühmter Frauen von Duncan Grant und ihrer Schwester Vanessa Bell von 1934 ist ihr ein Teller gewidmet.
Im Kanon des modernen angloamerikanischen Universitätsromans nach 1945 entwickelte sich ein verstärktes Interesse an der avantgardistischen psychologischen Erzählhaltung des Woolfschen Werks sowie dessen gesellschaftskritischen und sprachwissenschaftlichen Gehalts. Dieses Interesse pflanzte sich ab den 1970er Jahren über vereinzelte intellektuelle Abhandlungen, Seminare und wissenschaftliche Symposien fort und manifestierte sich in der Gegenwart mit Gründung der International Virginia Woolf Society in Toronto, als koordinierendes englischsprachiges Netzwerk. Gestützt durch die Modern Language Association werden dabei aktuelle Forschungsergebnisse zum vielschichtigen Leben und Werk der Schriftstellerin und zu ihrem Einfluss auf die moderne Sprache zusammengetragen und untersucht.
Auf der Suche nach einer literarischen Rechtfertigung für ihr naturverbundenes Streben nach (zumeist sexueller) Befreiung bemühten Nischenkulturen und Freidenker wie Anhänger des Neopaganismus oder Hippies im angloamerikanischen Raum oft beliebige Versatzstücke aus Woolfs Schriften. Unter anderem verwiesen sie auf Woolfs Bekanntschaft zu Rupert Brooke oder reflektierten auf die allgemeine Ungezwungenheit der Bloomsbury Group, welche die offene Sexualität der in den 1960er Jahren proklamierten „Polyamory“ vorweggenommen hatte.
Von der Lesben- und Schwulenbewegung und den späteren LGBT-Aktivisten wurde Virginia Woolf aufgrund ihrer sorgfältig gestalteten androgynen Frauencharaktere mit ihrer facettenreichen Psychologie, des spielerischen Wandels der (Geschlechts-)Identitäten in Mrs Dalloway, Orlando und The Waves sowie der distanzierten Sexualität der Autorin zu einer literarischen Leitfigur und zur Autorität „weiblichen Schreibens“ stilisiert, obgleich sich Woolf in keine generelle geschlechtsspezifische Position einordnen lässt.
Als weibliche Hauptfigur von „Bloomsbury“ und deren Protest der „Viktorianer gegen den Viktorianismus“ prägte sie das Bild der Emanzipation.

### Wirkungen im deutschsprachigen Raum

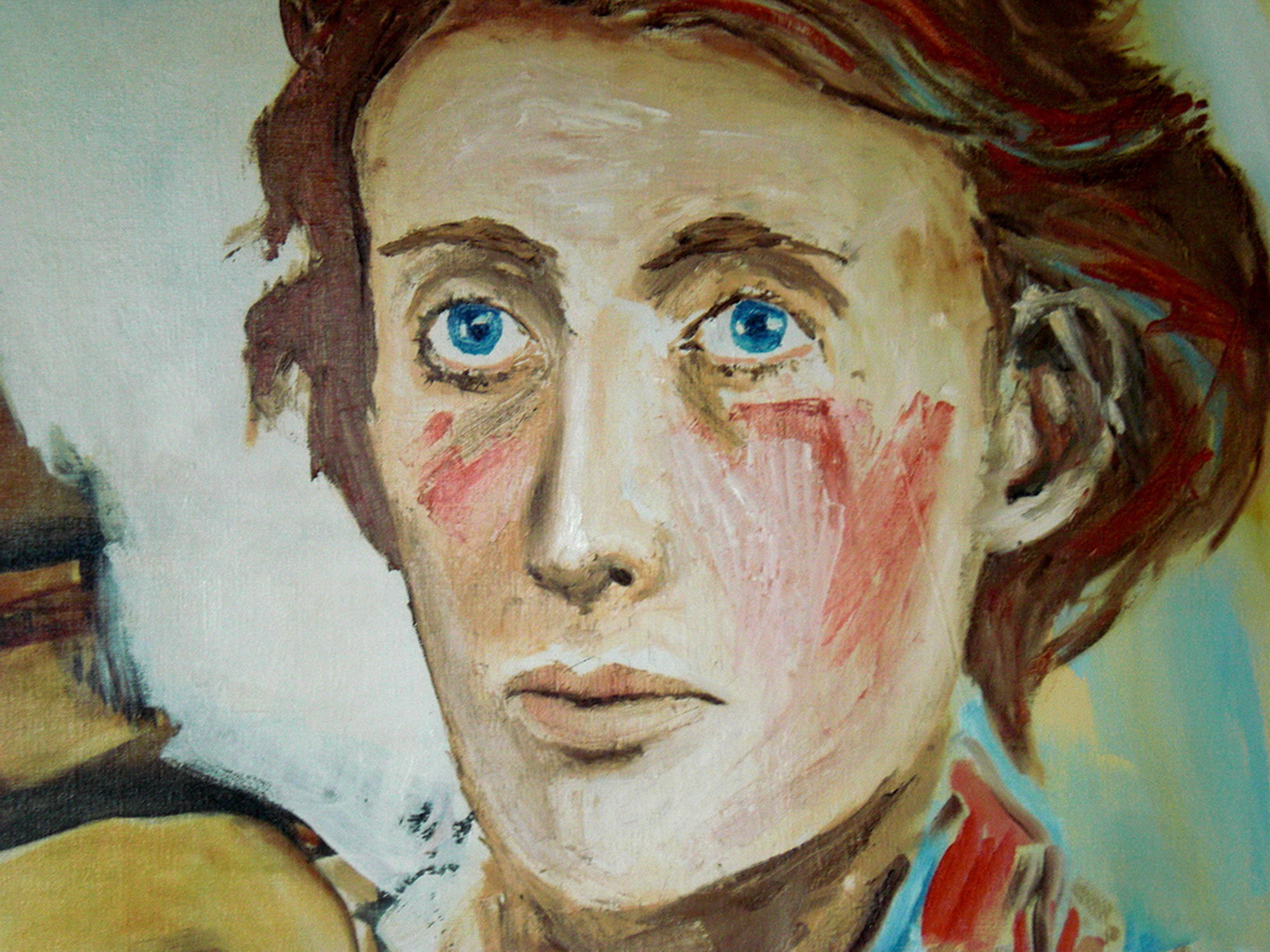
Christiaan Tonnis: Virginia Woolf, 1998

Im deutschsprachigen Raum der Nachkriegszeit war Virginia Woolfs Werk zunächst nur einer „literarischen Elite“ bekannt und wurde erst in den 1970er und 1980er Jahren von Teilen der Frauenbewegung wahrgenommen, worauf die „Identifikation mit Schwäche […] als Leitthema der Woolf-Rezeption“ durch Teile der Frauenbewegung, „die Frauen aufs Opfer-Sein reduzieren“, zum Motto erklärt werde, wie Ingrid Strobl in der Emma 1980 kritisierte. In demselben Essay stellte sie einen bewusst überspitzten Vergleich mit der jüngeren amerikanischen Schriftstellerkollegin Sylvia Plath an, die ebenfalls Suizid verübte und an der Rolle des „weiblichen Genius“ habe scheitern müssen: „[…] unter der fluchbeladenen Bürde, genial zu sein, musste das zarte Weib zusammenbrechen, schon der lieben, armen Schwester Plath ward es so ergangen, wie konnte es auch anders sein – es ist nicht die Natur der Frau, aus der Reihe zu tanzen, Großes zu leisten – wie männlich!“

### Kritik
Nigel Nicolson veröffentlichte von 1975 bis 1980 Briefe von Virginia Woolf bei Hogarth Press, die in ihrer subjektiven Auswahl einem biographisch authentischen Kontext gegenüberstehen, wobei Nicolson in seiner 2000 erschienenen Biographie Virginia Woolf neben ihrer Werkbeschreibung und wichtigen Rolle in der Frauenbewegung ihren latent auftretenden Antisemitismus und Fremdenhass nicht aussparte.

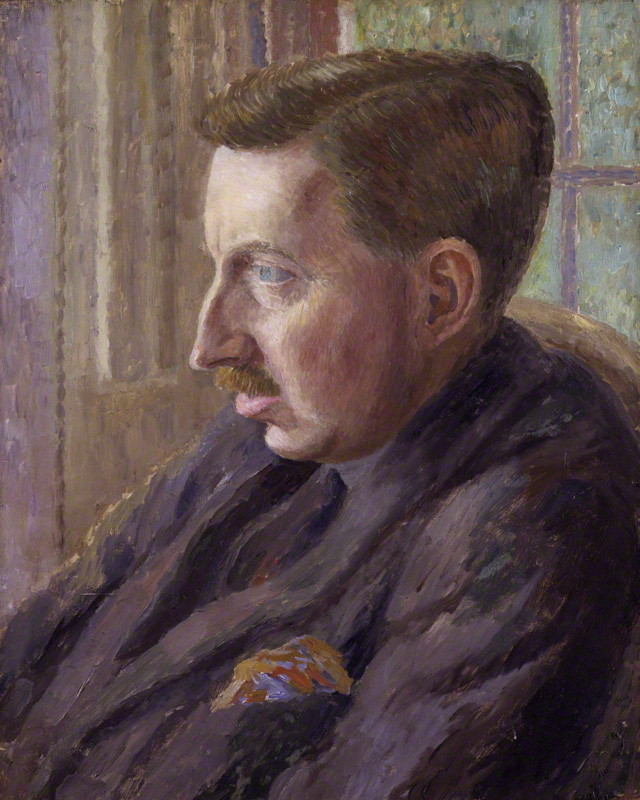
Dora Carrington: Porträt E. M. Forster, 1924/25

In ihren Tagebüchern pflegte Virginia die ungeliebte Familie ihres Ehemannes gelegentlich als „the Jews“ zu titulieren, bei Tisch forderte sie zuweilen auf: „Give the Jew his food“ und meinte damit ihren Ehemann Leonard. Die englische Professorin Hermione Lee berichtet in ihrer profunden, 1996 erschienenen Biographie, dass der Antisemitismus in der englischen Oberschicht bis in die 1930er Jahre recht verbreitet war, und sie zitiert Virginia Woolfs Bedauern über ihr Verhalten gegenüber Leonard und seiner Familie in einem Brief an ihre Freundin Ethel Smyth vom 2. August 1930: „Wie es mir zuwider war, einen Juden zu heiraten […] – ich war ein solcher Snob!“
E. M. Forster, zeitweilig selbst Bloomsbury-Mitglied, betrachtete den Einfluss der Frauenbewegung auf Virginia Woolfs Werk ambivalent. In einem Vortrag, der Rede Lecture von 1941 an der University of Cambridge, lobte er zwar die von der Frauenbewegung inspirierte „hinreißende Brillanz“ von A Room of One’s Own, kritisierte aber, „dass die Frauenbewegung auch schuld am miserabelsten ihrer Bücher ist – den streitsüchtigen ‚Three Guineas‘ – und Ursache für eine Reihe weniger guter Passagen in ‚Orlando‘.“ Darüber hinaus unterstellte Forster der Schriftstellerin eine stereotype Sichtweise: „Sie war überzeugt davon, dass die Gesellschaft für die Männer gemacht sei, dass die Hauptbeschäftigung der Männer darin bestehe, Blut zu vergießen, Geld zu verdienen, Befehle auszuteilen und Uniformen zu tragen und dass keine dieser Beschäftigungen bewunderungswürdig sei.“

### Würdigungen

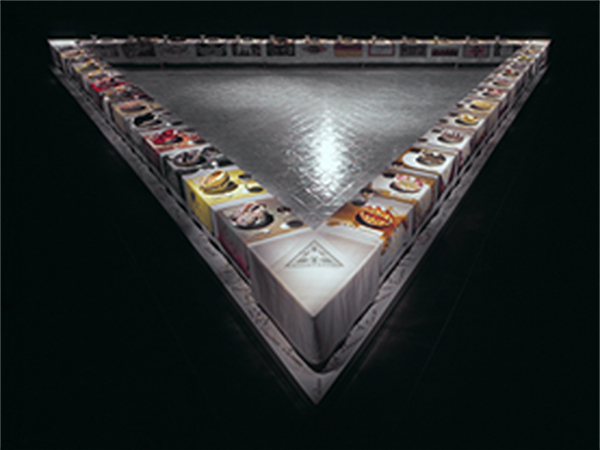
Tischläufer und Gedecke der Dinner Party

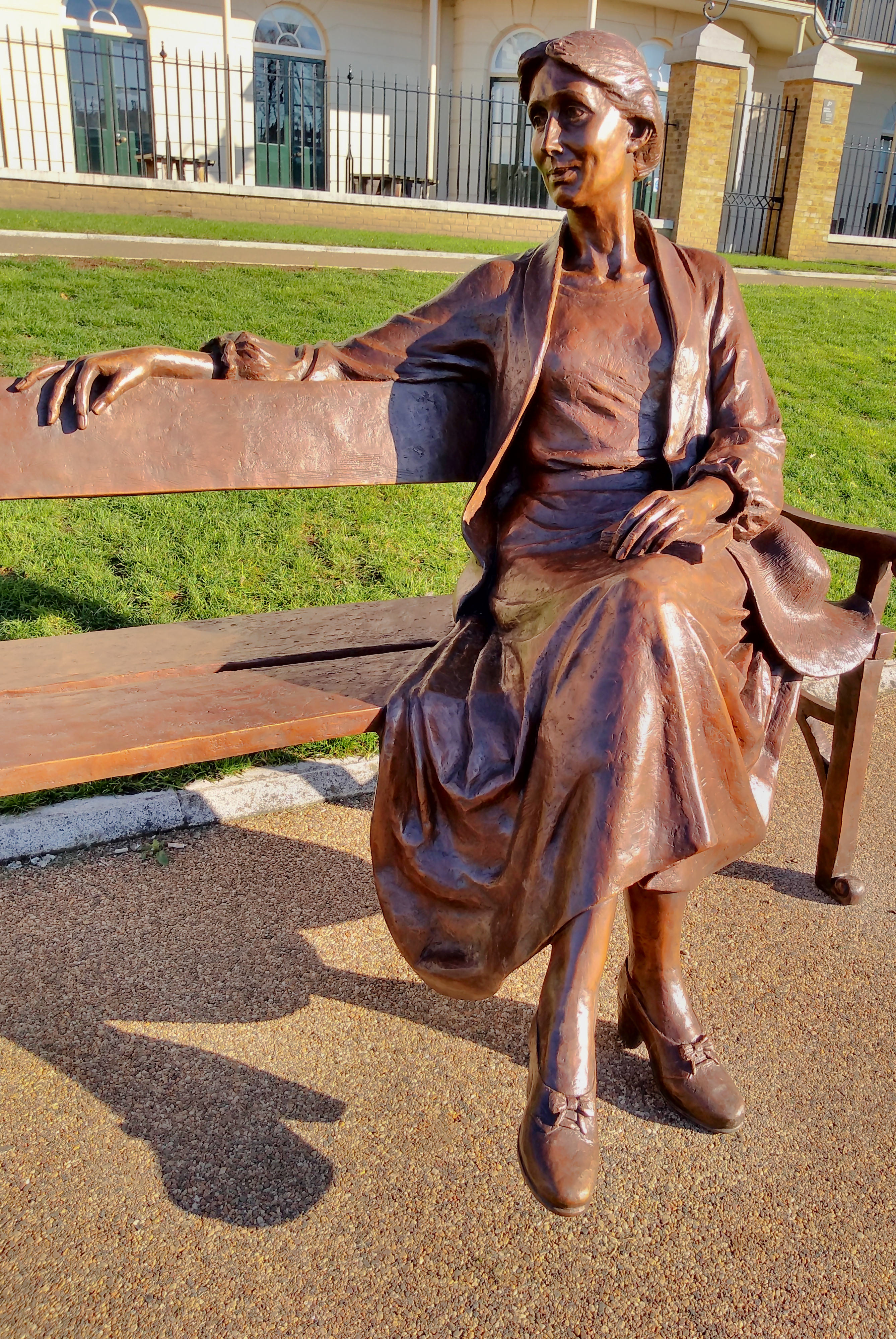
Statue von Virginia Woolf in Richmond, geschaffen von Laury Dizengremel

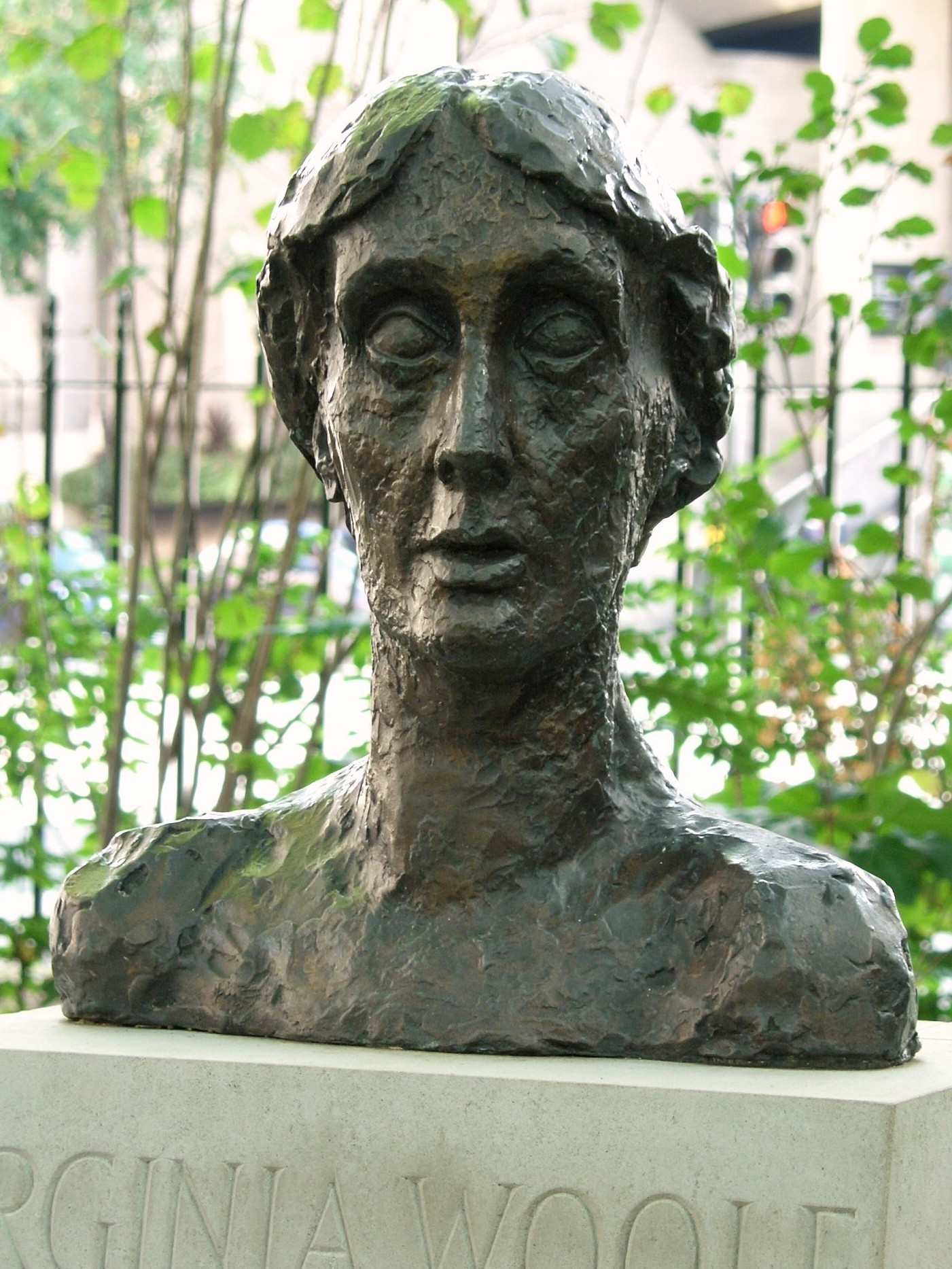
Büste am Tavistock Square, London 2004. (Guss nach Stephen Tomlins Büste aus dem Jahr 1931)

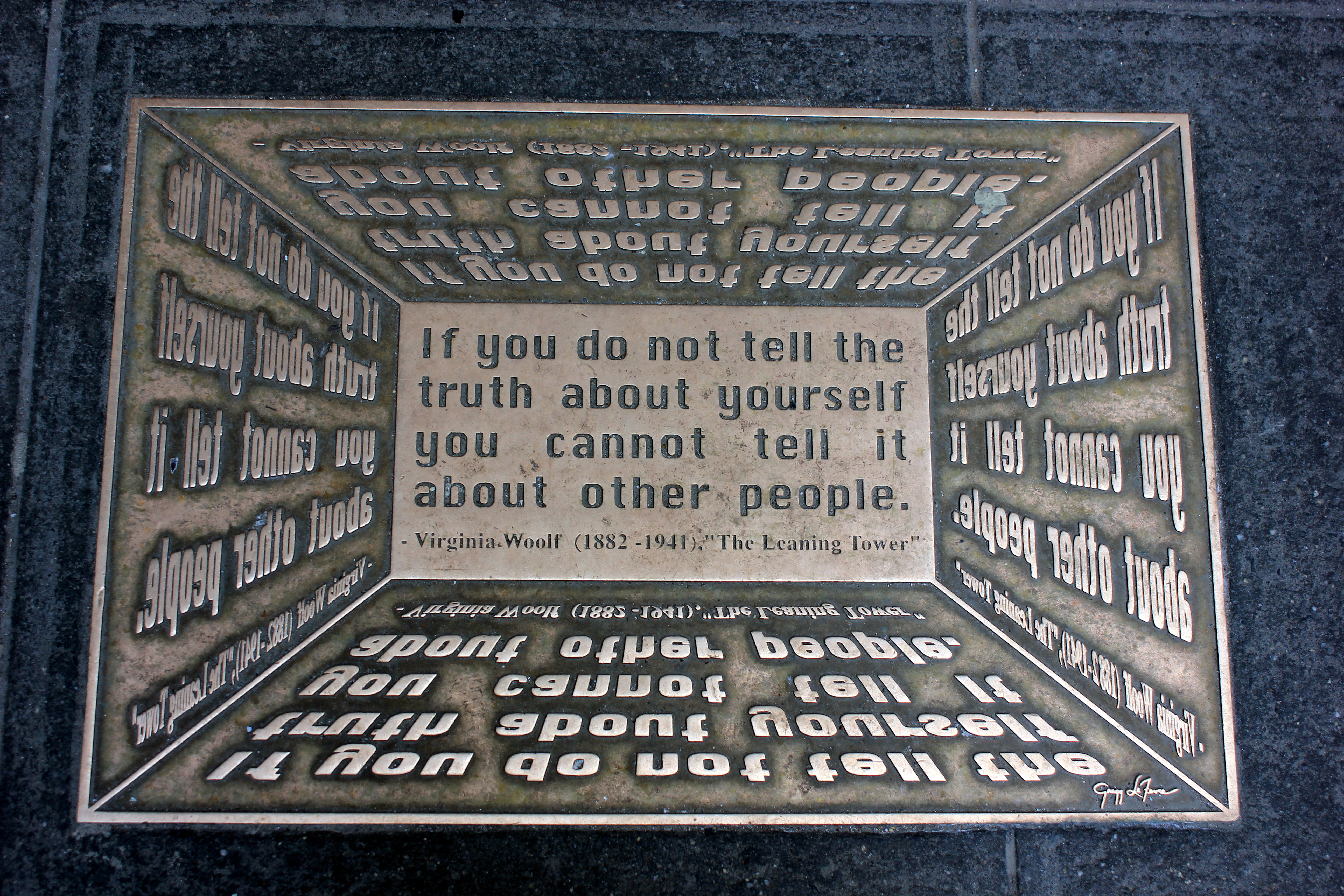
Bronzeplakette auf dem „Library Way“ in New York

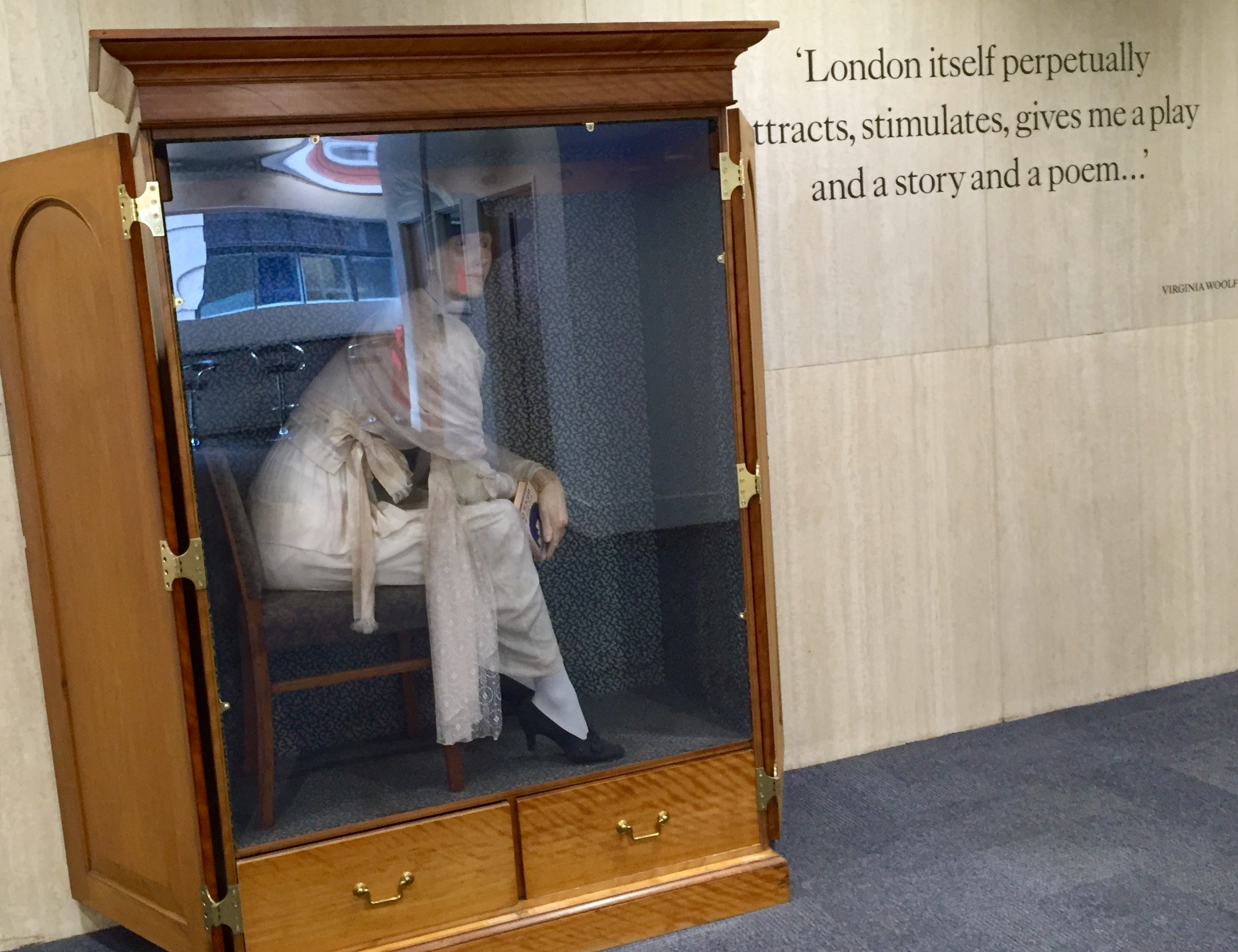
Lebensgroße Wachsskulptur von Woolf im King’s College

Woolf fand Eingang in die bildende Kunst des 20. Jahrhunderts. Die feministische Künstlerin Judy Chicago widmete ihr in ihrer Arbeit The Dinner Party eines der 39 Gedecke am Tisch. Siehe dazu auch den Artikel Liste der 999 Frauen des Heritage Floor.
Die indische Autorin und Übersetzerin Ruth Vanita stellt Virginia Woolf in ihrer Studie Sappho and the Virgin Mary: Same-Sex Love and the English Literary Imagination (Between Men – Between Women – Lesbian and Gay Studies) als „sapphische Autorin im Dialog mit ihren Zeitgenossinnen und Vorfahren“ dar.
Zu Virginia Woolfs 125. Geburtstag veröffentlichte der Fischer Verlag eine umfassende Auswahl ihrer Briefe, die, wie Eva Menasse in der Zeit rezensierte, eine „Virginia Woolf ohne Fesseln“ widerspiegelt, in deren Briefen „nichts zu spüren ist von ihren Qualen beim Schreiben der Romane, die oft Reisen an die Grenzen ihrer geistigen Gesundheit waren“. Überdies vermerkte Die Zeit ihre pointierten Briefe als „satirische Miniaturen“, die sowohl die unterhaltsame, humorvolle Seite der Virginia Woolf als Gegensatz zu ihren „intellektuellen Diskursen“ zeigen als auch ihre Neigung, mit Klatsch und Tratsch gefallen bzw. amüsieren zu wollen.
In New York führt der „Library Way“ seit den späten 1990er Jahren auf der East 41st Street zwischen Fifth Avenue and Park Avenue zum Stephen A. Schwarzman Building, dem größten Gebäude der New York Public Library (NYPL). In die Pflasterung des Fußgängerwegs sind 96 rechteckige Bronzeplaketten eingebettet, die bedeutenden Schriftstellern gewidmet sind und Zitate aus ihren Werken zum Inhalt haben. Virginia Woolf ist mit einer Plakette und einem Zitat aus dem Essay The Leaning Tower vertreten: “If you do not tell the truth about yourself you cannot tell it about other people.”
Am 2. Mai 2013 kündigte das King’s College London an, dass im Herbst ein Neubau des College den Namen Virginia Woolf Building tragen werde.
Eine Ausstellung mit Exponaten zu Woolfs Leben und Wirken lief in der Londoner National Portrait Gallery vom 10. Juli bis zum 26. Oktober 2014 unter dem Titel „Virginia Woolf: Art, Life and Vision.“
2015 wählten 82 internationale Literaturkritiker und -wissenschaftler vier ihrer Romane zu den 100 bedeutendsten britischen Romanen. To the Lighthouse (Die Fahrt zum Leuchtturm) belegt Platz 2, Mrs Dalloway Platz 3, The Waves (Die Wellen) Platz 16 und Orlando Platz 65. George Eliots Middlemarch führt die Liste an.
Seit 2022 steht eine lebensgroße Bronzeplastik, die von der britischen Bildhauerin Laury Dizengremel angefertigt wurde, an der Themse in Richmond. Das Werk zeigt eine auf eine Parkbank sitzende Virginia Woolf, auf deren Schoß ein Buch liegt. Die Durchführung des Projektes hat die Organisation Aurora Metro übernommen.

### Theaterstück und FilmWer hat Angst vor Virginia Woolf?
Edward Albees Theaterstück Who’s Afraid of Virginia Woolf? (Wer hat Angst vor Virginia Woolf?) wurde am 13. Oktober 1962 am Billy Rose Theater in New York uraufgeführt. Die Idee hierzu kam Albee um 1953 oder 1954 nach eigener Aussage angesichts einer Reihe von Graffiti im Waschraum einer Bar: „Eines Nachts war ich dort auf ein Bier, und ich sah „Who’s Afraid of Virginia Woolf?“ auf einen Spiegel geschmiert, vermutlich mit Seife. Als ich das Stück zu schreiben begann, ging mir diese Zeile nicht aus dem Sinn. Und natürlich meint „Who’s afraid of Virginia Woolf“ das (Kinderlied) „Who’s afraid of the big bad Wolf“ … Wer fürchtet sich vor einem Leben ohne falsche Illusionen. Und ich hielt es für einen ziemlich universitätstypischen intellektuellen Witz.“
Im Jahr 1966 folgte eine US-amerikanische Verfilmung unter der Regie von Mike Nichols. Die Hauptdarsteller waren Elizabeth Taylor und Richard Burton.

## Erzählerisches Werk (Auswahl)

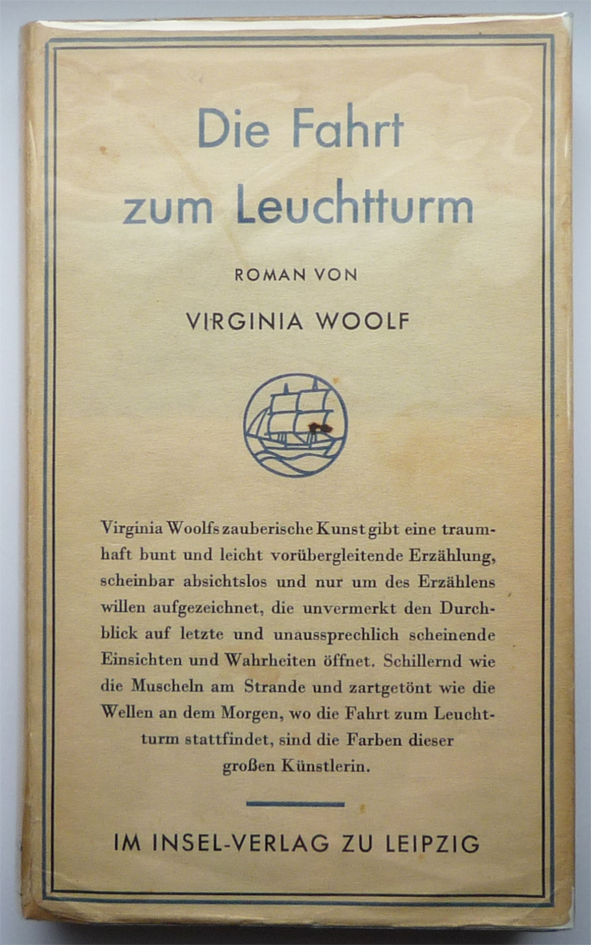
Umschlag der deutschen Erstausgabe, Insel, Leipzig 1931

- 1915: The Voyage Out. Duckworth, London – Die Fahrt hinaus. Roman. Aus dem Englischen von Karin Kersten. Fischer, Frankfurt am Main 1991, ISBN 3-596-10694-X.
- 1917: The Mark on the Wall. Hogarth Press, Richmond – Das Mal an der Wand. In: Erzählungen. Aus dem Englischen von Marianne Frisch. Fischer, Frankfurt am Main 1983
- 1919: Kew Gardens. Hogarth Press, Richmond – Im Botanischen Garten. In: Erzählungen. Fischer, Frankfurt am Main 1965
- 1919: Night and Day. Duckworth, London – Nacht und Tag. Roman. Fischer, Frankfurt am Main 1984, ISBN 3-10-092510-6.
- 1921: Monday or Tuesday. Hogarth Press, Richmond – Montag oder Dienstag. In: Erzählungen. Fischer, Frankfurt am Main 1965
- 1922: Jacob’s Room. Hogarth Press, Richmond – Jacobs Zimmer. Roman. Aus dem Englischen von Heidi Zerning. Fischer, Frankfurt am Main 1998, ISBN 3-596-14578-3.
- 1925: Mrs Dalloway. Hogarth Press, London – Mrs Dalloway. Roman. Fischer, Frankfurt am Main 2003, ISBN 3-596-14002-1.
- 1925: The Common Reader (1). Hogarth Press, London – Der gewöhnliche Leser (1). Essays. Fischer, Frankfurt am Main 1989, ISBN 3-10-092570-X.
- 1926: (Herausgeber zusammen mit Roger Fry) Julia Margaret Cameron. Victorian Photographs of Famous Men & Fair Women. New York: Harcourt, Brace
- 1927: To the Lighthouse. Hogarth Press, London – Zum Leuchtturm. Roman. Fischer, Frankfurt am Main 1993, ISBN 3-596-12019-5.
- 1928: Orlando. Hogarth Press, London – Orlando – eine Biographie. Fischer, Frankfurt am Main 1992, ISBN 3-596-11331-8.
- 1929: A Room of One’s Own. Hogarth Press, London – Ein eigenes Zimmer. Essay. Fischer, Frankfurt am Main 2001, ISBN 3-596-14939-8.
- 1929: Beau Brummel. Kurzgeschichte für BBC Radio.- Aus dem Englischen von Tanja Handels. L.S.D. Göttingen 2015, ISBN 978-3-86930-844-9.
- 1931: The Waves. Hogarth Press, London – Die Wellen. Roman. Fischer, Frankfurt am Main 1994, ISBN 3-596-12184-1.
- 1932 The Common Reader (2) – Der gewöhnliche Leser (2). Essays. Fischer, Frankfurt am Main 1990, ISBN 3-596-13649-0.
- 1933: Flush. A Biography. Hogarth Press, London – Flush – Die Geschichte eines berühmten Hundes. Fischer, Frankfurt am Main 1994, ISBN 3-596-12416-6.
- 1937: The Years. Hogarth Press, London – Die Jahre. Roman. Fischer, Frankfurt am Main 2002, ISBN 3-596-15521-5.
- 1938: Three Guineas. Hogarth Press London – Drei Guineen. In: Ein eigenes Zimmer / Drei Guineen. Zwei Essays. Fischer, Frankfurt am Main 2001, ISBN 3-10-092573-4.
- 1940: Roger Fry. A Biography. Hogarth Press, London; Harcourt Publishers Ltd College Publishers 1976, ISBN 0-15-678520-X.
  - Roger Fry. Eine Biografie. Erstmals ins Deutsche übersetzt und mit einem Vorwort von Tobias Schwartz; zusätzlich in Neuübersetzungen die Erzählungen Montag oder Dienstag, Blau und Grün und Der Suchscheinwerfer. Aviva, Berlin 2023, ISBN 978-3-949302-15-2.
- 1941: Between the Acts. Hogarth Press, London (postum veröffentlicht im Juli 1941) – Zwischen den Akten. Roman. Fischer, Frankfurt am Main 1999, ISBN 3-596-14341-1.
- The Essays of Virginia Woolf. 6 Bände. Hrsg. von Andrew McNeillie. Hogarth Press, London 1986–2011

## Briefe, Tagebücher
- Moments of Being. Unpublished Autobiographical Writings. Edited by Jeanne Schulkind, Brighton 1976; dt. Augenblicke. (Skizzen der Vergangenheit) Skizzierte Erinnerungen. Deutsche Verlags-Anstalt, Stuttgart 1981 und Fischer Verlag, Frankfurt, ISBN 3-596-25789-1.
- A Passionate Apprentice: The Early Journals 1897–1909. Hrsg. von Mitchell A. Leaska. Hogarth Press, London 1990
- The Diary of Virginia Woolf. 5 Bände. Hrsg. von Anne Olivier Bell. Hogarth Press, London 1977–1984
- The Letters of Virginia Woolf. 6 Bände. Hrsg. von Nigel Nicolson und Joanna Trautmann. Hogarth Press, London 1975–1980
- Briefe 1. 1888–1927. Hrsg. von Klaus Reichert und Brigitte Walitzek. Fischer, Frankfurt am Main 2006, ISBN 978-3-10-092556-5.
- Briefe 2. 1928–1941. Hrsg. von Klaus Reichert und Brigitte Walitzek. Fischer, Frankfurt am Main 2006, ISBN 978-3-10-092564-0.
- Tagebücher, Band 1. 1915–1919. Hrsg. von Klaus Reichert. Fischer, Frankfurt am Main 1990, ISBN 3-10-092552-1.
- Tagebücher, Band 2. 1920–1924. Hrsg. von Klaus Reichert. Fischer, Frankfurt am Main 1994, ISBN 3-10-092555-6.
- Tagebücher, Band 3. 1925–1930. Hrsg. von Klaus Reichert. Fischer, Frankfurt am Main 1999, ISBN 3-10-092559-9.
- Tagebücher, Band 4. 1931–1935. Hrsg. von Klaus Reichert. Fischer, Frankfurt am Main 2003, ISBN 3-10-092562-9.
- Tagebücher, Band 5. 1936–1941. Hrsg. von Klaus Reichert, Fischer, Frankfurt am Main 2008, ISBN 978-3-10-092566-4.
- Augenblicke des Daseins. Autobiographische Skizzen. Übersetzt von Brigitte Walitzek, hrsg. von Klaus Reichert, S. Fischer Verlag, Frankfurt am Main 2012, ISBN 978-3-10-092522-0.
- Brief an einen jungen Dichter. Übersetzt von Tanja Handels. Steidl Verlag (L.S.D.), Göttingen 2019, ISBN 978-3-86930-947-7.

Virginia Woolf schrieb etwa 500 weitere Essays, Rezensionen und Prosaskizzen.
Bei der Auswahl der deutschen Lektüre ist zu beachten, dass die Werke Virginia Woolfs seit 1989 in neuen Übersetzungen angeboten werden. Sie wurden herausgegeben und (neu) kommentiert von Klaus Reichert.

## Sekundärliteratur
Deutsche Literatur und Übersetzungen aus dem Englischen:
- Susanne Amrain: So geheim und vertraut. Virginia Woolf und Vita Sackville-West. Suhrkamp, Frankfurt am Main 1998, ISBN 3-518-39311-1.
- Ingeborg Badenhausen: Die Sprache Virginia Woolfs: Ein Beitrag zur Stilistik des modernen englischen Romans. Dissertation, Marburg 1932
- Quentin Bell: Virginia Woolf. Eine Biographie. Suhrkamp Verlag, Frankfurt am Main 1982, ISBN 3-518-37253-X.
- Luise Berg-Ehlers: Die Gärten der Virginia Woolf. Nicolai Verlag, Berlin 2004, ISBN 3-87584-378-9.
- Louise DeSalvo: Virginia Woolf. Die Auswirkungen sexuellen Missbrauchs auf ihr Leben und Werk. Fischer Verlag, Frankfurt am Main 2002, ISBN 3-596-10566-8.
- Alexandra Harris: Virginia Woolf. aus dem Englischen von Tanja Handels und Ursula Wulfekamp. L.S.D. im Steidl Verlag, Göttingen 2015, ISBN 978-3-86930-835-7.
- Jürgen Klein: Virginia Woolf: Genie – Tragik – Emanzipation, Heyne Verlag, München 1984, 2. Aufl. 1992, ISBN 3-453-55115-X.
- Hermione Lee: Virginia Woolf. Ein Leben. Deutsch von Holger Fliessbach. Fischer Verlag, Frankfurt am Main 1999. Als Taschenbuch 2006: ISBN 3-596-17374-4.
- Nigel Nicolson: Portrait einer Ehe. Harold Nicolson und Vita Sackville-West. Ullstein Verlag, Berlin 2002, ISBN 3-548-30387-0.
- Nigel Nicolson: Virginia Woolf. Claassen Verlag, München 2001, ISBN 3-546-00293-8.
- Frances Spalding: Virginia Woolf. Leben, Kunst & Visionen; Originaltitel: Virginia Woolf: Art, Life and Vision. Aus dem Englischen von Ursula Wulfekamp unter Mitarbeit von Matthias Wolf. Sieveking, München 2016, ISBN 978-3-944874-46-3.
- George Spater & Ian Parsons. Porträt einer ungewöhnlichen Ehe. Virginia & Leonard Woolf [= A marriage of true minds]. Aus dem Englischen von Barbara Scriba-Sethe. Vorwort von Quentin Bell. Überarbeitete Neuausgabe. Fischer Verlag, Frankfurt am Main 2002, ISBN 3-596-13445-5. Die englische Originalausgabe erschien 1977 bei Jonathan Cape Ltd./The Hogarth Press, London. George Spater katalogisierte das Woolf-Archiv. Ian Parsons war Freund und Geschäftspartner Leonard Woolfs nach der Fusion der Hogarth Press mit Chatto & Windus
- Ursula Voss: Bertrand Russell und Lady Ottoline Morrell. Eine Liebe wider die Philosophie. Rowohlt • Berlin Verlag, Reinbek 1999, ISBN 3-87134-310-2.
- Werner Waldmann: Virginia Woolf: mit Selbstzeugnissen und Bilddokumenten. Rowohlt, Reinbek bei Hamburg 1. Auflage 1983, 12. Auflage 2006, ISBN 3-499-50323-9.
- Helmut Winter: Virginia und Leonard Woolf. Rowohlt • Berlin Verlag, Berlin 1999, ISBN 3-87134-352-8.
- Leonard Woolf: Mein Leben mit Virginia. Erinnerungen. Fischer Verlag, Frankfurt am Main 2003, ISBN 3-596-25686-0.
- Caroline Zoob: Der Garten der Virginia Woolf: Inspirationsquelle einer engagierten Schriftstellerin [= Virginia Woolf’s Garden. Country Planting at a Writer's Retreat]. Fotografien von Caroline Arber, Vorwort von Cecil Woolf, übersetzt von Claudia Arlinghaus. Deutsche Verlags-Anstalt, München 2013, ISBN 978-3-421-03937-8.

Belletristik:
- Michael Kumpfmüller: Ach, Virginia. Kiepenheuer & Witsch, Köln 2020, ISBN 978-3-462-04921-3.

Englische Literatur:
- Thomas C. Caramagno: The Flight of the Mind: Virginia Woolf’s Art and Manic-depressive Illness. University of California Press; New Ed edition, Ewing, NJ 1996, ISBN 0-520-20504-9.
- Anthony Curtis: Virginia Woolf: Bloomsbury and beyond. London: Haus Books, 2006, ISBN 1-904950-23-X.
- Ralph Freedman (Hrsg.): Virginia Woolf: Revaluation and Continuity. University of California Press, Berkeley 2020, ISBN 978-0-520-30282-2.
- Gillian Gill: Virginia Woolf: And the Women Who Shaped Her World. Boston, New York, Houghton Mifflin Harcourt 2019, ISBN 978-1-328-68395-3.
- Jane Goldman: The Feminist Aesthetics of Virginia Woolf: Modernism, Post-Impressionism and the Politics of the Visual. Cambridge University Press, Neuauflage 2001, ISBN 0-521-79458-7.
- Stefanie Heine: Visible Words and Chromatic Pulse. Virginia Woolf's Writing, Impressionist Painting, Maurice Blanchot's Image. Turia + Kant, Vienna/Berlin 2014, ISBN 978-3-85132-742-7.
- Jean Moorcroft Wilson: Virginia Woolf and Anti-Semitism. Cecil Woolf, London 1995, ISBN 1-897967-40-3.
- Kay Redfield Jamison: Touched with Fire: Manic-Depressive Illness and The Artistic Temperament. The Free Press, New York 1993, ISBN 0-02-916030-8.
- Susan Sellers: Vanessa and Virginia. [Fiktionale Biografie]. Two Ravens, 2008; Houghton Mifflin Harcourt, Boston 2009, ISBN 978-0-15-101474-3.
- N. C. Thakur: The Symbolism of Virginia Woolf. Oxford University Press, London 1965

Dieses Buch diente als Vorlage des Films The Hours:
- Michael Cunningham: Die Stunden. btb Verlag 2001, ISBN 3-442-72629-8. Drei scheinbar unabhängige Handlungsstränge zeigen Virginia Woolf in den 1920er Jahren, Laura Brown im Kalifornien der 1950er Jahre und Clarissa Vaughan im New York der 1990er Jahre. Sie sind verknüpft über die von Virginia Woolf geschaffene Gestalt der Mrs Dalloway.

## Verfilmungen
- Freak Orlando ist ein deutscher Spielfilm von Ulrike Ottinger aus dem Jahr 1981, angelehnt an Virginia Woolfs Roman Orlando.
- To the Lighthouse:  Film von 1983 mit Rosemary Harris, Michael Gough, Suzanne Berti und Kenneth Branagh.
- Orlando nach dem gleichnamigen Roman von Virginia Woolf. Buch und Regie: Sally Potter. Mit Tilda Swinton (Orlando), Billy Zane (Shelmerdine), Lothaire Bluteau (Khan), Quentin Crisp (Königin Elizabeth I), Heathcote Williams (Nick Greene), Charlotte Valandrey (Sasha). Land: Großbritannien, Russland, Frankreich, Italien, Niederlande. Jahr: 1992.
- Mrs. Dalloway. Nach dem gleichnamigen Roman von Virginia Woolf. Regie: Marleen Gorris. Buch: Eileen Atkings. Kamera: Sue Gibson. Musik: Ilona Sekacz. Mit Vanessa Redgrave (Mrs. Dalloway), Natascha McElhone (junge Mrs. Dalloway), Rupert Graves (Septimus Warren Smith), Michael Kitchen (Peter Walsh), Alan Cox (junger Peter Walsh), Lena Headey (junge Sally), Sarah Bade (ältere Sally – Lady Rosseter). Land: GB/NL. Jahr: 1997.
- The Hours – Von Ewigkeit zu Ewigkeit. Nach dem gleichnamigen Roman von Michael Cunningham. Buch: David Hare. Mit Nicole Kidman (Virginia Woolf), Julianne Moore (Laura Brown), Meryl Streep (Clarissa Vaughan), Stephen Dillane (Leonard Woolf), Miranda Richardson (Vanessa Bell), George Loftus (Quentin Bell), Charley Ramm (Julian Bell), Sophie Wyburd (Angelica Bell), Lyndsey Marshal (Lottie Hope), Linda Bassett (Nelly Boxall), Christian Coulson (Ralph Partridge), Michael Culkin (Arzt), John C. Reilly (Dan Brown), Jack Rovello (Richie Brown), Toni Collette (Kitty Barlowe), Margo Martindale (Mrs. Latch), Colin Stinton (Hotelangestellter), Ed Harris (Richard Brown), Allison Janney (Sally Lester), Claire Danes (Julia Vaughan), Jeff Daniels (Louis Waters), Eileen Atkins (Barbara), Carmen De Lavallade (Clarissas Nachbarin), Daniel Brocklebank (Rodney). Land: USA. Jahr: 2002.
- In Vita & Virginia (Spielfilm 2018) wurde die Beziehung von Vita Sackville-West und Virginia Woolf filmisch verarbeitet. Vita Sackville-West wurde gespielt von Gemma Arterton und Virginia Woolf von Elizabeth Debicki.

## Lesungen / Hörbücher
- Orlando. Eine vollständige Lesung des Romans. Sprecherin: Sissy Höfferer. 8 CDs, Gesamtlaufzeit 525 Minuten. Der hörverlag / Sender Freies Berlin 2002, ISBN 978-3-89584-591-8.
- Die Wellen. Lesung mit Gert Westphal, Gustl Haneke und anderen. 2 CDs, Gesamtlaufzeit 102 Minuten. Der Audio Verlag / SWR, 2005, ISBN 978-3-89813-288-6.
- Mrs Dalloway. Gekürzte Lesung des Romans. Sprecherin: Angela Winkler. 5 CDs, Gesamtlaufzeit ca. 358 Minuten. Der hörverlag / Sender Freies Berlin, 2001, ISBN 978-3-89584-547-5.
- Skizze der Vergangenheit. gelesen von Sophie Rois. 3 CDs, Gesamtlaufzeit 204 Minuten. Argon Verlag/Hessischer Rundfunk, 2013, ISBN 978-3-8398-1237-2.
- Zum Leuchtturm. Gesprochen von Rosel Zech. 5 CDs. Verlag L & M, 2002, ISBN 978-3-89849-646-9.
- Ein eigenes Zimmer. Vollständige Lesung von Erika Pluhar. 4 CDs. RH Audio Editionen, 2007, ISBN 978-3-86604-520-0.

## Hörspielbearbeitungen
- Jacobs Zimmer. Hörspiel in vier Teilen. Mit Friedhelm Ptok, Britta Hammelstein, Wiebke Puls, Sylvana Krappatsch, Annette Paulmann, Benedikt Lückenhaus, Alexander Lückenhaus, Andrea Wenzl, Caroline Ebner, Sabine Kastius, Hans Kremer, Johannes Zirner, Stefan Merki, Georgia Stahl. Übersetzung und Bearbeitung: Gaby Hartel, Komposition: Jakob Diehl, Regie: Katja Langenbach. BR-Hörspiel und Medienkunst 2012. Als Podcast/Download im BR Hörspiel Pool.[74] Hörbuchedition (4 CDs): Der Hörverlag. ISBN 978-3-8445-1119-2.
- Orlando. Eine Biografie. Hörspiel in sechs Teilen. Mit Gabriel Raab, Vera Weisbrod, Wiebke Puls, Paul Herwig, Brigitte Hobmeier, Hans Kremer, Georgia Stahl u. a. Übersetzung und Bearbeitung: Gaby Hartel, Komposition: Ulrike Haage, Regie: Katja Langenbach. BR – Hörspiel und Medienkunst 2013. Als Podcast/Download im BR Hörspiel Pool.[75] Hörbuchedition (6 CDs): Der Hörverlag. ISBN 978-3-8445-1380-6.
- Das Orlando-Projekt | Das Hörspiel. Mit Claudia Gahrke, Frauke Poolman, Herbert Mitschke, Mark Weigel u. a. Bearbeitung: Claudia Gahrke, Kompositionen: Suzan Köcher, Julian Müller, Regie: Andreas Schäfer. Valve Records. ISBN 978-3-00-072037-6
- Zum Leuchtturm. Hörspiel in drei Teilen. Mit Zoe Hutmacher, Wiebke Puls, Irina Wanka (Erzählerinnen), Krista Posch (Mrs Ramsay), Walter Hess (Mr Ramsay), Caroline Ebner (Lily Briscoe), Shenja Lacher (Charles Tansley), Julia Loibl (Prue), Christian Löber (Andrew), Peter Brombacher (Mr. Banks), Moritz Zehner. Bearbeitung: Gaby Hartel, Komposition: Ulrike Haage, Regie: Katja Langenbach. BR Hörspiel und Medienkunst 2016. Als Podcast/Download im BR Hörspiel Pool.[76] Hörbuchedition (3 CDs): Hörspiel. Der Hörverlag. München 2017, ISBN 978-3-8445-2553-3.[77]